# Llista d'asteroides (398001-399000)
Llista d'asteroides del 398.001 al 399.000, amb data de descoberta i descobridor. És un fragment de la llista d'asteroides completa. Als asteroides se'ls dona un número quan es confirma la seva òrbita, per tant apareixen llistats aproximadament segons la data de descobriment.

## 398001-398100
| Nom    | Designació provisional | Data de descobriment   | Lloc de descobriment | Descobridor/s             |
| ------ | ---------------------- | ---------------------- | -------------------- | ------------------------- |
| 398001 | 2009 BZ176             | 18 de gener de 2009    | Kitt Peak            | Spacewatch                |
| 398002 | 2009 BE179             | 20 de gener de 2009    | Catalina             | CSS                       |
| 398003 | 2009 BY182             | 20 de gener de 2009    | Mount Lemmon         | Mt. Lemmon Survey         |
| 398004 | 2009 BU183             | 18 de gener de 2009    | Catalina             | CSS                       |
| 398005 | 2009 BY185             | 16 de març de 2005     | Catalina             | CSS                       |
| 398006 | 2009 BO187             | 1 de gener de 2009     | Mount Lemmon         | Mt. Lemmon Survey         |
| 398007 | 2009 BE188             | 26 de gener de 2009    | Socorro              | LINEAR                    |
| 398008 | 2009 BA190             | 20 de gener de 2009    | Catalina             | CSS                       |
| 398009 | 2009 CT6               | 14 de febrer de 2009   | Dauban               | F. Kugel                  |
| 398010 | 2009 CS13              | 2 de febrer de 2009    | Moletai              | K. Cernis, J. Zdanavicius |
| 398011 | 2009 CU26              | 1 de febrer de 2009    | Kitt Peak            | Spacewatch                |
| 398012 | 2009 CC32              | 1 de febrer de 2009    | Kitt Peak            | Spacewatch                |
| 398013 | 2009 CL39              | 13 de febrer de 2009   | Kitt Peak            | Spacewatch                |
| 398014 | 2009 CN53              | 1 de febrer de 2009    | Siding Spring        | Siding Spring Survey      |
| 398015 | 2009 CB64              | 2 de febrer de 2009    | Kitt Peak            | Spacewatch                |
| 398016 | 2009 DR9               | 18 de febrer de 2009   | Socorro              | LINEAR                    |
| 398017 | 2009 DG12              | 1 de desembre de 2008  | Mount Lemmon         | Mt. Lemmon Survey         |
| 398018 | 2009 DD13              | 16 de febrer de 2009   | Kitt Peak            | Spacewatch                |
| 398019 | 2009 DM13              | 8 de novembre de 2007  | Catalina             | CSS                       |
| 398020 | 2009 DV19              | 21 de febrer de 2009   | Catalina             | CSS                       |
| 398021 | 2009 DD23              | 19 de febrer de 2009   | Kitt Peak            | Spacewatch                |
| 398022 | 2009 DN23              | 19 de febrer de 2009   | Kitt Peak            | Spacewatch                |
| 398023 | 2009 DX27              | 18 de gener de 2009    | Mount Lemmon         | Mt. Lemmon Survey         |
| 398024 | 2009 DO38              | 1 de febrer de 2009    | Kitt Peak            | Spacewatch                |
| 398025 | 2009 DF41              | 16 de gener de 2009    | Kitt Peak            | Spacewatch                |
| 398026 | 2009 DH64              | 7 de novembre de 2007  | Kitt Peak            | Spacewatch                |
| 398027 | 2009 DQ89              | 26 de febrer de 2009   | Kitt Peak            | Spacewatch                |
| 398028 | 2009 DX90              | 26 de febrer de 2009   | Mount Lemmon         | Mt. Lemmon Survey         |
| 398029 | 2009 DK99              | 22 de febrer de 2009   | Kitt Peak            | Spacewatch                |
| 398030 | 2009 DB100             | 26 de febrer de 2009   | Kitt Peak            | Spacewatch                |
| 398031 | 2009 DU104             | 20 de febrer de 2009   | Kitt Peak            | Spacewatch                |
| 398032 | 2009 DM110             | 20 de febrer de 2009   | Catalina             | CSS                       |
| 398033 | 2009 DU115             | 1 de febrer de 2009    | Kitt Peak            | Spacewatch                |
| 398034 | 2009 DH128             | 21 de febrer de 2009   | Kitt Peak            | Spacewatch                |
| 398035 | 2009 DY128             | 24 de febrer de 2009   | Mount Lemmon         | Mt. Lemmon Survey         |
| 398036 | 2009 DJ130             | 28 de febrer de 2009   | Mount Lemmon         | Mt. Lemmon Survey         |
| 398037 | 2009 DN134             | 27 de febrer de 2009   | Mount Lemmon         | Mt. Lemmon Survey         |
| 398038 | 2009 DD139             | 2 d'octubre de 2006    | Mount Lemmon         | Mt. Lemmon Survey         |
| 398039 | 2009 EB25              | 25 de setembre de 2006 | Kitt Peak            | Spacewatch                |
| 398040 | 2009 EK27              | 3 de març de 2009      | Kitt Peak            | Spacewatch                |
| 398041 | 2009 EN30              | 6 de març de 2009      | Siding Spring        | Siding Spring Survey      |
| 398042 | 2009 FC                | 16 de març de 2009     | Tzec Maun            | F. Tozzi                  |
| 398043 | 2009 FF15              | 16 de març de 2009     | Mount Lemmon         | Mt. Lemmon Survey         |
| 398044 | 2009 FP15              | 17 de març de 2009     | Kitt Peak            | Spacewatch                |
| 398045 | 2009 FN19              | 21 de març de 2009     | Winterthur           | M. Griesser               |
| 398046 | 2009 FB28              | 5 de desembre de 2007  | Mount Lemmon         | Mt. Lemmon Survey         |
| 398047 | 2009 FH37              | 24 de març de 2009     | Mount Lemmon         | Mt. Lemmon Survey         |
| 398048 | 2009 FM40              | 24 de febrer de 2009   | Catalina             | CSS                       |
| 398049 | 2009 FL65              | 2 de març de 2009      | Kitt Peak            | Spacewatch                |
| 398050 | 2009 FU68              | 19 de març de 2009     | Mount Lemmon         | Mt. Lemmon Survey         |
| 398051 | 2009 FK70              | 19 de març de 2009     | Kitt Peak            | Spacewatch                |
| 398052 | 2009 GS3               | 15 d'abril de 2009     | Siding Spring        | Siding Spring Survey      |
| 398053 | 2009 HB6               | 17 d'abril de 2009     | Kitt Peak            | Spacewatch                |
| 398054 | 2009 HO15              | 18 d'abril de 2009     | Kitt Peak            | Spacewatch                |
| 398055 | 2009 HF17              | 18 d'abril de 2009     | Kitt Peak            | Spacewatch                |
| 398056 | 2009 HA20              | 17 d'abril de 2009     | Catalina             | CSS                       |
| 398057 | 2009 HP25              | 18 d'abril de 2009     | Kitt Peak            | Spacewatch                |
| 398058 | 2009 HR25              | 18 d'abril de 2009     | Kitt Peak            | Spacewatch                |
| 398059 | 2009 HV35              | 20 d'abril de 2009     | Mount Lemmon         | Mt. Lemmon Survey         |
| 398060 | 2009 HG38              | 18 d'abril de 2009     | Kitt Peak            | Spacewatch                |
| 398061 | 2009 HF46              | 17 d'abril de 2009     | Kitt Peak            | Spacewatch                |
| 398062 | 2009 HF47              | 18 d'abril de 2009     | Kitt Peak            | Spacewatch                |
| 398063 | 2009 HQ52              | 18 d'abril de 2009     | Mount Lemmon         | Mt. Lemmon Survey         |
| 398064 | 2009 HT62              | 29 de març de 2009     | Mount Lemmon         | Mt. Lemmon Survey         |
| 398065 | 2009 HH65              | 23 d'abril de 2009     | Kitt Peak            | Spacewatch                |
| 398066 | 2009 HR66              | 29 de març de 2009     | Mount Lemmon         | Mt. Lemmon Survey         |
| 398067 | 2009 HK81              | 28 d'abril de 2009     | Moletai              | K. Cernis, J. Zdanavicius |
| 398068 | 2009 HW96              | 22 d'abril de 2009     | Kitt Peak            | Spacewatch                |
| 398069 | 2009 HC97              | 31 de gener de 2006    | Anderson Mesa        | LONEOS                    |
| 398070 | 2009 HO99              | 21 d'abril de 2009     | Kitt Peak            | Spacewatch                |
| 398071 | 2009 HT99              | 22 d'abril de 2009     | Mount Lemmon         | Mt. Lemmon Survey         |
| 398072 | 2009 HB104             | 21 d'abril de 2009     | Kitt Peak            | Spacewatch                |
| 398073 | 2009 HR104             | 30 d'abril de 2009     | Kitt Peak            | Spacewatch                |
| 398074 | 2009 HZ104             | 18 d'abril de 2009     | Kitt Peak            | Spacewatch                |
| 398075 | 2009 HM105             | 23 d'abril de 2009     | Kitt Peak            | Spacewatch                |
| 398076 | 2009 JF6               | 29 d'abril de 2009     | Kitt Peak            | Spacewatch                |
| 398077 | 2009 JG6               | 13 de maig de 2009     | Kitt Peak            | Spacewatch                |
| 398078 | 2009 JT8               | 13 de maig de 2009     | Kitt Peak            | Spacewatch                |
| 398079 | 2009 JT11              | 31 de desembre de 2007 | Kitt Peak            | Spacewatch                |
| 398080 | 2009 JW13              | 1 de maig de 2009      | Cerro Burek          | Cerro Burek               |
| 398081 | 2009 JB17              | 4 de maig de 2009      | Siding Spring        | Siding Spring Survey      |
| 398082 | 2009 KR2               | 19 de maig de 2009     | Dauban               | F. Kugel                  |
| 398083 | 2009 KJ5               | 31 de desembre de 2007 | Mount Lemmon         | Mt. Lemmon Survey         |
| 398084 | 2009 KU5               | 25 de maig de 2009     | Kitt Peak            | Spacewatch                |
| 398085 | 2009 KP13              | 2 d'abril de 2009      | Mount Lemmon         | Mt. Lemmon Survey         |
| 398086 | 2009 KY13              | 26 de maig de 2009     | Kitt Peak            | Spacewatch                |
| 398087 | 2009 LC3               | 17 de setembre de 2006 | Catalina             | CSS                       |
| 398088 | 2009 MB3               | 17 de juny de 2009     | Kitt Peak            | Spacewatch                |
| 398089 | 2009 MB10              | 19 de juny de 2009     | Kitt Peak            | Spacewatch                |
| 398090 | 2009 OM15              | 29 de juliol de 2009   | Catalina             | CSS                       |
| 398091 | 2009 OM21              | 31 de juliol de 2009   | Kitt Peak            | Spacewatch                |
| 398092 | 2009 OR25              | 1 d'octubre de 1999    | Kitt Peak            | Spacewatch                |
| 398093 | 2009 QE5               | 16 d'agost de 2009     | La Sagra             | OAM                       |
| 398094 | 2009 QQ15              | 16 d'agost de 2009     | Kitt Peak            | Spacewatch                |
| 398095 | 2009 QJ65              | 31 de març de 2004     | Kitt Peak            | Spacewatch                |
| 398096 | 2009 RD55              | 15 de setembre de 2009 | Kitt Peak            | Spacewatch                |
| 398097 | 2009 RV75              | 14 de setembre de 2009 | Catalina             | CSS                       |
| 398098 | 2009 SX5               | 16 de setembre de 2009 | Kitt Peak            | Spacewatch                |
| 398099 | 2009 SM22              | 16 de setembre de 2009 | Kitt Peak            | Spacewatch                |
| 398100 | 2009 ST25              | 16 de setembre de 2009 | Kitt Peak            | Spacewatch                |

## 398101-398200
| Nom    | Designació provisional | Data de descobriment   | Lloc de descobriment | Descobridor/s             |
| ------ | ---------------------- | ---------------------- | -------------------- | ------------------------- |
| 398101 | 2009 SN47              | 16 de setembre de 2009 | Kitt Peak            | Spacewatch                |
| 398102 | 2009 SB131             | 18 de setembre de 2009 | Kitt Peak            | Spacewatch                |
| 398103 | 2009 SR157             | 20 de setembre de 2009 | Kitt Peak            | Spacewatch                |
| 398104 | 2009 SQ183             | 21 de setembre de 2009 | Kitt Peak            | Spacewatch                |
| 398105 | 2009 SA201             | 22 de setembre de 2009 | Mount Lemmon         | Mt. Lemmon Survey         |
| 398106 | 2009 SE240             | 31 d'agost de 2009     | Siding Spring        | Siding Spring Survey      |
| 398107 | 2009 SL241             | 18 de setembre de 2009 | Catalina             | CSS                       |
| 398108 | 2009 SF243             | 24 de setembre de 2009 | La Sagra             | OAM                       |
| 398109 | 2009 SD248             | 22 de setembre de 2009 | Kitt Peak            | Spacewatch                |
| 398110 | 2009 SJ284             | 25 de setembre de 2009 | Catalina             | CSS                       |
| 398111 | 2009 SB304             | 16 de setembre de 2009 | Kitt Peak            | Spacewatch                |
| 398112 | 2009 TR31              | 15 d'octubre de 2009   | Črni Vrh             | Crni Vrh                  |
| 398113 | 2009 UD90              | 20 d'octubre de 2009   | Socorro              | LINEAR                    |
| 398114 | 2009 UB134             | 27 de setembre de 2009 | Mount Lemmon         | Mt. Lemmon Survey         |
| 398115 | 2009 UM141             | 23 d'octubre de 2009   | Kitt Peak            | Spacewatch                |
| 398116 | 2009 VM56              | 18 de setembre de 2003 | Kitt Peak            | Spacewatch                |
| 398117 | 2009 VP80              | 11 de novembre de 2009 | Catalina             | CSS                       |
| 398118 | 2009 WZ107             | 17 de novembre de 2009 | Mount Lemmon         | Mt. Lemmon Survey         |
| 398119 | 2009 XL11              | 10 de desembre de 2009 | Mount Lemmon         | Mt. Lemmon Survey         |
| 398120 | 2010 AM61              | 17 de desembre de 2009 | Kitt Peak            | Spacewatch                |
| 398121 | 2010 AF70              | 12 de gener de 2010    | Catalina             | CSS                       |
| 398122 | 2010 AX87              | 28 de setembre de 2009 | Mount Lemmon         | Mt. Lemmon Survey         |
| 398123 | 2010 BF59              | 21 de gener de 2010    | WISE                 | WISE                      |
| 398124 | 2010 BE72              | 23 de gener de 2010    | WISE                 | WISE                      |
| 398125 | 2010 CN18              | 8 de gener de 2010     | Catalina             | CSS                       |
| 398126 | 2010 CO52              | 14 de febrer de 2010   | WISE                 | WISE                      |
| 398127 | 2010 CF64              | 9 de febrer de 2010    | Mount Lemmon         | Mt. Lemmon Survey         |
| 398128 | 2010 CE65              | 9 de febrer de 2010    | Kitt Peak            | Spacewatch                |
| 398129 | 2010 CJ65              | 9 de febrer de 2010    | Kitt Peak            | Spacewatch                |
| 398130 | 2010 CH97              | 14 de febrer de 2010   | Mount Lemmon         | Mt. Lemmon Survey         |
| 398131 | 2010 CF104             | 14 de febrer de 2010   | Kitt Peak            | Spacewatch                |
| 398132 | 2010 CM120             | 15 de febrer de 2010   | Catalina             | CSS                       |
| 398133 | 2010 CR120             | 12 de gener de 2010    | Kitt Peak            | Spacewatch                |
| 398134 | 2010 CK123             | 6 de setembre de 2008  | Mount Lemmon         | Mt. Lemmon Survey         |
| 398135 | 2010 CO134             | 15 de febrer de 2010   | WISE                 | WISE                      |
| 398136 | 2010 CO137             | 6 de febrer de 2010    | Mount Lemmon         | Mt. Lemmon Survey         |
| 398137 | 2010 CX140             | 27 de març de 2003     | Anderson Mesa        | LONEOS                    |
| 398138 | 2010 CG142             | 22 de setembre de 2008 | Mount Lemmon         | Mt. Lemmon Survey         |
| 398139 | 2010 CO146             | 24 de març de 2003     | Kitt Peak            | Spacewatch                |
| 398140 | 2010 CR152             | 19 d'abril de 2007     | Mount Lemmon         | Mt. Lemmon Survey         |
| 398141 | 2010 CY158             | 15 de febrer de 2010   | Kitt Peak            | Spacewatch                |
| 398142 | 2010 CF183             | 15 de febrer de 2010   | Haleakala            | Pan-STARRS 1              |
| 398143 | 2010 CK203             | 14 d'abril de 2004     | Kitt Peak            | Spacewatch                |
| 398144 | 2010 DE41              | 17 de febrer de 2010   | Kitt Peak            | Spacewatch                |
| 398145 | 2010 DH75              | 17 de febrer de 2010   | Kitt Peak            | Spacewatch                |
| 398146 | 2010 ED36              | 11 de març de 2010     | La Sagra             | OAM                       |
| 398147 | 2010 EF36              | 11 de març de 2010     | La Sagra             | OAM                       |
| 398148 | 2010 EB38              | 12 de març de 2010     | Mount Lemmon         | Mt. Lemmon Survey         |
| 398149 | 2010 EM68              | 27 de febrer de 2006   | Kitt Peak            | Spacewatch                |
| 398150 | 2010 ES70              | 12 de març de 2010     | Kitt Peak            | Spacewatch                |
| 398151 | 2010 EA71              | 12 de març de 2010     | Kitt Peak            | Spacewatch                |
| 398152 | 2010 EP74              | 11 de març de 2010     | Moletai              | K. Cernis, J. Zdanavicius |
| 398153 | 2010 EO102             | 12 de març de 2010     | Kitt Peak            | Spacewatch                |
| 398154 | 2010 EE107             | 12 de març de 2010     | Kitt Peak            | Spacewatch                |
| 398155 | 2010 ER108             | 14 de març de 2010     | Kitt Peak            | Spacewatch                |
| 398156 | 2010 ES113             | 17 de febrer de 2010   | Catalina             | CSS                       |
| 398157 | 2010 EG120             | 25 d'abril de 2003     | Kitt Peak            | Spacewatch                |
| 398158 | 2010 EM122             | 15 de març de 2010     | Kitt Peak            | Spacewatch                |
| 398159 | 2010 FU11              | 27 de febrer de 2006   | Kitt Peak            | Spacewatch                |
| 398160 | 2010 FK17              | 15 de febrer de 2010   | Kitt Peak            | Spacewatch                |
| 398161 | 2010 FX24              | 11 de setembre de 2007 | Mount Lemmon         | Mt. Lemmon Survey         |
| 398162 | 2010 FU26              | 19 de març de 2010     | Purple Mountain      | PMO NEO Survey Program    |
| 398163 | 2010 FS47              | 22 de març de 2010     | ESA OGS              | ESA OGS                   |
| 398164 | 2010 FD95              | 21 de març de 2010     | Mount Lemmon         | Mt. Lemmon Survey         |
| 398165 | 2010 FM99              | 15 de març de 2010     | Mount Lemmon         | Mt. Lemmon Survey         |
| 398166 | 2010 GG32              | 7 d'abril de 2010      | Catalina             | CSS                       |
| 398167 | 2010 GQ81              | 12 d'abril de 2010     | WISE                 | WISE                      |
| 398168 | 2010 GY104             | 7 d'abril de 2010      | Kitt Peak            | Spacewatch                |
| 398169 | 2010 GY127             | 11 d'abril de 2010     | Kitt Peak            | Spacewatch                |
| 398170 | 2010 GO133             | 11 d'abril de 2010     | Kitt Peak            | Spacewatch                |
| 398171 | 2010 GF159             | 23 de gener de 2006    | Kitt Peak            | Spacewatch                |
| 398172 | 2010 HN23              | 17 d'abril de 2010     | Bergisch Gladbac     | W. Bickel                 |
| 398173 | 2010 HZ24              | 18 d'abril de 2010     | WISE                 | WISE                      |
| 398174 | 2010 HT37              | 21 d'abril de 2010     | WISE                 | WISE                      |
| 398175 | 2010 HW97              | 30 d'abril de 2010     | WISE                 | WISE                      |
| 398176 | 2010 JW31              | 6 de maig de 2010      | Kitt Peak            | Spacewatch                |
| 398177 | 2010 JE38              | 13 d'abril de 2010     | Mount Lemmon         | Mt. Lemmon Survey         |
| 398178 | 2010 JS74              | 14 de febrer de 2010   | Kitt Peak            | Spacewatch                |
| 398179 | 2010 JD78              | 26 d'abril de 2006     | Mount Lemmon         | Mt. Lemmon Survey         |
| 398180 | 2010 JE105             | 12 de maig de 2010     | WISE                 | WISE                      |
| 398181 | 2010 JC113             | 10 d'abril de 2010     | Mount Lemmon         | Mt. Lemmon Survey         |
| 398182 | 2010 JC174             | 13 de setembre de 2007 | Mount Lemmon         | Mt. Lemmon Survey         |
| 398183 | 2010 JF178             | 23 de maig de 2006     | Mount Lemmon         | Mt. Lemmon Survey         |
| 398184 | 2010 KX60              | 25 de maig de 2010     | WISE                 | WISE                      |
| 398185 | 2010 KT61              | 18 de desembre de 2003 | Socorro              | LINEAR                    |
| 398186 | 2010 KY119             | 30 de maig de 2010     | WISE                 | WISE                      |
| 398187 | 2010 KK128             | 21 de maig de 2010     | Mount Lemmon         | Mt. Lemmon Survey         |
| 398188 | 2010 LE15              | 3 de juny de 2010      | WISE                 | WISE                      |
| 398189 | 2010 LY65              | 13 de juny de 2010     | Mount Lemmon         | Mt. Lemmon Survey         |
| 398190 | 2010 LW82              | 27 d'abril de 2009     | Kitt Peak            | Spacewatch                |
| 398191 | 2010 LO110             | 13 de setembre de 2007 | Mount Lemmon         | Mt. Lemmon Survey         |
| 398192 | 2010 MM6               | 1 de novembre de 2006  | Mount Lemmon         | Mt. Lemmon Survey         |
| 398193 | 2010 MR8               | 16 de juny de 2010     | WISE                 | WISE                      |
| 398194 | 2010 ME20              | 18 de juny de 2010     | WISE                 | WISE                      |
| 398195 | 2010 MZ25              | 19 de juny de 2010     | WISE                 | WISE                      |
| 398196 | 2010 MJ30              | 20 de juny de 2010     | WISE                 | WISE                      |
| 398197 | 2010 MR31              | 20 de juny de 2010     | WISE                 | WISE                      |
| 398198 | 2010 MN64              | 25 de juny de 2010     | WISE                 | WISE                      |
| 398199 | 2010 MF72              | 26 de juny de 2010     | WISE                 | WISE                      |
| 398200 | 2010 MR74              | 26 de juny de 2010     | WISE                 | WISE                      |

## 398201-398300
| Nom    | Designació provisional | Data de descobriment   | Lloc de descobriment | Descobridor/s        |
| ------ | ---------------------- | ---------------------- | -------------------- | -------------------- |
| 398201 | 2010 MQ96              | 28 de febrer de 2009   | Mount Lemmon         | Mt. Lemmon Survey    |
| 398202 | 2010 MC100             | 29 de juny de 2010     | WISE                 | WISE                 |
| 398203 | 2010 MX105             | 30 de juny de 2010     | WISE                 | WISE                 |
| 398204 | 2010 MU108             | 30 de juny de 2010     | WISE                 | WISE                 |
| 398205 | 2010 MO115             | 30 de juny de 2010     | WISE                 | WISE                 |
| 398206 | 2010 NP6               | 8 de juliol de 2010    | Kitt Peak            | Spacewatch           |
| 398207 | 2010 ND28              | 23 de novembre de 2006 | Mount Lemmon         | Mt. Lemmon Survey    |
| 398208 | 2010 NX31              | 7 de juliol de 2010    | WISE                 | WISE                 |
| 398209 | 2010 ND81              | 11 de març de 2008     | Kitt Peak            | Spacewatch           |
| 398210 | 2010 NQ87              | 2 de juliol de 2010    | WISE                 | WISE                 |
| 398211 | 2010 NC99              | 31 d'octubre de 2005   | Mount Lemmon         | Mt. Lemmon Survey    |
| 398212 | 2010 NF105             | 12 de juliol de 2010   | WISE                 | WISE                 |
| 398213 | 2010 NV105             | 12 de juliol de 2010   | WISE                 | WISE                 |
| 398214 | 2010 NY106             | 12 de juliol de 2010   | WISE                 | WISE                 |
| 398215 | 2010 NX107             | 9 de novembre de 2005  | Catalina             | CSS                  |
| 398216 | 2010 NP117             | 13 de juliol de 2010   | La Sagra             | OAM                  |
| 398217 | 2010 OD16              | 17 de juliol de 2010   | WISE                 | WISE                 |
| 398218 | 2010 OZ32              | 27 d'octubre de 2005   | Mount Lemmon         | Mt. Lemmon Survey    |
| 398219 | 2010 OM63              | 25 d'agost de 2004     | Kitt Peak            | Spacewatch           |
| 398220 | 2010 OZ71              | 25 de juliol de 2010   | WISE                 | WISE                 |
| 398221 | 2010 OW76              | 11 d'agost de 2004     | Siding Spring        | Siding Spring Survey |
| 398222 | 2010 OR89              | 27 de juliol de 2010   | WISE                 | WISE                 |
| 398223 | 2010 OW119             | 31 de juliol de 2010   | WISE                 | WISE                 |
| 398224 | 2010 OH125             | 31 de juliol de 2010   | WISE                 | WISE                 |
| 398225 | 2010 PR27              | 16 de febrer de 2007   | Mount Lemmon         | Mt. Lemmon Survey    |
| 398226 | 2010 PU30              | 14 d'abril de 2008     | Kitt Peak            | Spacewatch           |
| 398227 | 2010 PV68              | 9 d'agost de 2010      | WISE                 | WISE                 |
| 398228 | 2010 PE73              | 3 d'agost de 2010      | La Sagra             | OAM                  |
| 398229 | 2010 PJ78              | 2 de desembre de 2005  | Kitt Peak            | Spacewatch           |
| 398230 | 2010 QQ1               | 11 d'abril de 2003     | Kitt Peak            | Spacewatch           |
| 398231 | 2010 QS1               | 6 de maig de 2005      | Catalina             | CSS                  |
| 398232 | 2010 QH4               | 31 d'agost de 2010     | Marly                | P. Kocher            |
| 398233 | 2010 RK10              | 27 de gener de 2007    | Kitt Peak            | Spacewatch           |
| 398234 | 2010 RG17              | 30 d'abril de 2009     | Kitt Peak            | Spacewatch           |
| 398235 | 2010 RS46              | 25 de novembre de 2005 | Catalina             | CSS                  |
| 398236 | 2010 RD52              | 10 de juliol de 2010   | WISE                 | WISE                 |
| 398237 | 2010 RE54              | 4 de setembre de 2010  | La Sagra             | OAM                  |
| 398238 | 2010 RQ60              | 6 de setembre de 2010  | Kitt Peak            | Spacewatch           |
| 398239 | 2010 RT71              | 27 de febrer de 2008   | Kitt Peak            | Spacewatch           |
| 398240 | 2010 RA76              | 19 de març de 2009     | Mount Lemmon         | Mt. Lemmon Survey    |
| 398241 | 2010 RL96              | 2 de setembre de 2010  | Mount Lemmon         | Mt. Lemmon Survey    |
| 398242 | 2010 RC102             | 26 d'abril de 2008     | Mount Lemmon         | Mt. Lemmon Survey    |
| 398243 | 2010 RH103             | 28 de setembre de 2006 | Mount Lemmon         | Mt. Lemmon Survey    |
| 398244 | 2010 RO107             | 4 d'octubre de 1999    | Kitt Peak            | Spacewatch           |
| 398245 | 2010 RX112             | 28 d'octubre de 2005   | Mount Lemmon         | Mt. Lemmon Survey    |
| 398246 | 2010 RA113             | 25 de novembre de 2006 | Kitt Peak            | Spacewatch           |
| 398247 | 2010 RK115             | 10 de novembre de 2005 | Kitt Peak            | Spacewatch           |
| 398248 | 2010 RA117             | 11 de setembre de 2010 | Kitt Peak            | Spacewatch           |
| 398249 | 2010 RA138             | 10 de setembre de 2010 | Mount Lemmon         | Mt. Lemmon Survey    |
| 398250 | 2010 RD143             | 29 de setembre de 2005 | Kitt Peak            | Spacewatch           |
| 398251 | 2010 RA149             | 15 de setembre de 2010 | Kitt Peak            | Spacewatch           |
| 398252 | 2010 RC168             | 1 d'octubre de 2005    | Mount Lemmon         | Mt. Lemmon Survey    |
| 398253 | 2010 RC170             | 24 de setembre de 2005 | Kitt Peak            | Spacewatch           |
| 398254 | 2010 RU173             | 25 de novembre de 2005 | Kitt Peak            | Spacewatch           |
| 398255 | 2010 RN174             | 14 d'octubre de 1999   | Kitt Peak            | Spacewatch           |
| 398256 | 2010 RN179             | 9 d'octubre de 1993    | Kitt Peak            | Spacewatch           |
| 398257 | 2010 RN180             | 14 de setembre de 2006 | Catalina             | CSS                  |
| 398258 | 2010 SL25              | 3 d'abril de 2008      | Mount Lemmon         | Mt. Lemmon Survey    |
| 398259 | 2010 TA5               | 29 d'abril de 2008     | Mount Lemmon         | Mt. Lemmon Survey    |
| 398260 | 2010 TT10              | 20 d'octubre de 2005   | Mount Lemmon         | Mt. Lemmon Survey    |
| 398261 | 2010 TK13              | 3 d'octubre de 2010    | Kitt Peak            | Spacewatch           |
| 398262 | 2010 TA31              | 25 d'octubre de 2005   | Mount Lemmon         | Mt. Lemmon Survey    |
| 398263 | 2010 TC40              | 14 de març de 2007     | Kitt Peak            | Spacewatch           |
| 398264 | 2010 TQ42              | 27 d'octubre de 2005   | Kitt Peak            | Spacewatch           |
| 398265 | 2010 TT45              | 15 d'abril de 2008     | Mount Lemmon         | Mt. Lemmon Survey    |
| 398266 | 2010 TU49              | 15 de març de 2008     | Kitt Peak            | Spacewatch           |
| 398267 | 2010 TU90              | 8 de març de 2008      | Kitt Peak            | Spacewatch           |
| 398268 | 2010 TV98              | 10 de març de 2008     | Kitt Peak            | Spacewatch           |
| 398269 | 2010 TH104             | 11 de setembre de 2004 | Kitt Peak            | Spacewatch           |
| 398270 | 2010 TC109             | 3 d'octubre de 1999    | Kitt Peak            | Spacewatch           |
| 398271 | 2010 TV113             | 9 d'octubre de 2010    | Mount Lemmon         | Mt. Lemmon Survey    |
| 398272 | 2010 TC119             | 9 d'octubre de 2010    | Kitt Peak            | Spacewatch           |
| 398273 | 2010 TG119             | 1 d'octubre de 2005    | Mount Lemmon         | Mt. Lemmon Survey    |
| 398274 | 2010 TT119             | 31 d'octubre de 1999   | Kitt Peak            | Spacewatch           |
| 398275 | 2010 TB170             | 12 d'octubre de 2010   | Mount Lemmon         | Mt. Lemmon Survey    |
| 398276 | 2010 TZ174             | 14 de setembre de 2010 | Kitt Peak            | Spacewatch           |
| 398277 | 2010 TD186             | 5 de març de 2008      | Kitt Peak            | Spacewatch           |
| 398278 | 2010 TM186             | 27 de març de 2003     | Kitt Peak            | Spacewatch           |
| 398279 | 2010 UK2               | 17 d'octubre de 2010   | Mount Lemmon         | Mt. Lemmon Survey    |
| 398280 | 2010 UB10              | 6 d'octubre de 1996    | Kitt Peak            | Spacewatch           |
| 398281 | 2010 UA20              | 15 d'abril de 2008     | Mount Lemmon         | Mt. Lemmon Survey    |
| 398282 | 2010 UQ35              | 3 de setembre de 2004  | Siding Spring        | Siding Spring Survey |
| 398283 | 2010 UP61              | 4 de desembre de 2005  | Kitt Peak            | Spacewatch           |
| 398284 | 2010 UX69              | 8 d'octubre de 1999    | Kitt Peak            | Spacewatch           |
| 398285 | 2010 UL71              | 24 d'octubre de 2005   | Kitt Peak            | Spacewatch           |
| 398286 | 2010 UV74              | 13 d'octubre de 2010   | Mount Lemmon         | Mt. Lemmon Survey    |
| 398287 | 2010 UA97              | 22 d'agost de 2004     | Kitt Peak            | Spacewatch           |
| 398288 | 2010 VP14              | 19 d'octubre de 2010   | Mount Lemmon         | Mt. Lemmon Survey    |
| 398289 | 2010 VU16              | 23 de juliol de 2010   | WISE                 | WISE                 |
| 398290 | 2010 VT31              | 11 de setembre de 2004 | Socorro              | LINEAR               |
| 398291 | 2010 VV73              | 19 de setembre de 1998 | Kitt Peak            | Spacewatch           |
| 398292 | 2010 VO90              | 6 de novembre de 2010  | Kitt Peak            | Spacewatch           |
| 398293 | 2010 VZ125             | 29 de març de 2008     | Mount Lemmon         | Mt. Lemmon Survey    |
| 398294 | 2010 VK153             | 5 d'octubre de 2005    | Catalina             | CSS                  |
| 398295 | 2010 VY159             | 16 de setembre de 2009 | Mount Lemmon         | Mt. Lemmon Survey    |
| 398296 | 2010 VD168             | 11 de setembre de 2010 | Mount Lemmon         | Mt. Lemmon Survey    |
| 398297 | 2010 VF178             | 16 d'octubre de 2009   | Mount Lemmon         | Mt. Lemmon Survey    |
| 398298 | 2010 VH200             | 7 de novembre de 2010  | Mount Lemmon         | Mt. Lemmon Survey    |
| 398299 | 2010 VO203             | 16 de setembre de 2010 | Mount Lemmon         | Mt. Lemmon Survey    |
| 398300 | 2010 VN207             | 13 de setembre de 2004 | Socorro              | LINEAR               |

## 398301-398400
| Nom    | Designació provisional | Data de descobriment   | Lloc de descobriment | Descobridor/s                                          |
| ------ | ---------------------- | ---------------------- | -------------------- | ------------------------------------------------------ |
| 398301 | 2010 VL211             | 26 de gener de 2007    | Kitt Peak            | Spacewatch                                             |
| 398302 | 2010 WR32              | 1 de novembre de 2010  | Kitt Peak            | Spacewatch                                             |
| 398303 | 2010 WQ57              | 4 d'abril de 2008      | Kitt Peak            | Spacewatch                                             |
| 398304 | 2010 WF62              | 20 de novembre de 1993 | Kitt Peak            | Spacewatch                                             |
| 398305 | 2010 XZ30              | 9 d'octubre de 2004    | Kitt Peak            | Spacewatch                                             |
| 398306 | 2010 XC44              | 30 de maig de 2009     | Kitt Peak            | Spacewatch                                             |
| 398307 | 2010 XA74              | 4 d'abril de 2008      | Kitt Peak            | Spacewatch                                             |
| 398308 | 2010 YL3               | 8 de setembre de 2004  | Socorro              | LINEAR                                                 |
| 398309 | 2011 AD11              | 15 de novembre de 2010 | Mount Lemmon         | Mt. Lemmon Survey                                      |
| 398310 | 2011 BC1               | 2 de febrer de 2006    | Kitt Peak            | Spacewatch                                             |
| 398311 | 2011 EX33              | 17 d'agost de 2009     | Kitt Peak            | Spacewatch                                             |
| 398312 | 2011 EZ77              | 19 de setembre de 2009 | Mount Lemmon         | Mt. Lemmon Survey                                      |
| 398313 | 2011 FT47              | 29 de març de 2011     | Kitt Peak            | Spacewatch                                             |
| 398314 | 2011 FO100             | 8 d'octubre de 2005    | Kitt Peak            | Spacewatch                                             |
| 398315 | 2011 GH65              | 24 de novembre de 2001 | Socorro              | LINEAR                                                 |
| 398316 | 2011 HF12              | 27 de març de 2011     | Kitt Peak            | Spacewatch                                             |
| 398317 | 2011 HL46              | 1 d'octubre de 2005    | Anderson Mesa        | LONEOS                                                 |
| 398318 | 2011 HA61              | 27 de març de 2011     | Mount Lemmon         | Mt. Lemmon Survey                                      |
| 398319 | 2011 KT2               | 10 de gener de 2007    | Kitt Peak            | Spacewatch                                             |
| 398320 | 2011 KC14              | 6 de maig de 2006      | Mount Lemmon         | Mt. Lemmon Survey                                      |
| 398321 | 2011 KV36              | 26 d'abril de 2011     | Kitt Peak            | Spacewatch                                             |
| 398322 | 2011 NP2               | 10 de març de 2007     | Mount Lemmon         | Mt. Lemmon Survey                                      |
| 398323 | 2011 OP10              | 18 d'abril de 2007     | Mount Lemmon         | Mt. Lemmon Survey                                      |
| 398324 | 2011 OX45              | 8 de novembre de 2008  | Mount Lemmon         | Mt. Lemmon Survey                                      |
| 398325 | 2011 OT53              | 8 de desembre de 2005  | Kitt Peak            | Spacewatch                                             |
| 398326 | 2011 OX54              | 16 de febrer de 2010   | Mount Lemmon         | Mt. Lemmon Survey                                      |
| 398327 | 2011 PL1               | 13 de setembre de 2004 | Anderson Mesa        | LONEOS                                                 |
| 398328 | 2011 PC10              | 23 de setembre de 2008 | Mount Lemmon         | Mt. Lemmon Survey                                      |
| 398329 | 2011 QA1               | 30 de novembre de 2005 | Mount Lemmon         | Mt. Lemmon Survey                                      |
| 398330 | 2011 QH1               | 14 de gener de 1996    | Kitt Peak            | Spacewatch                                             |
| 398331 | 2011 QL9               | 29 de setembre de 2008 | Kitt Peak            | Spacewatch                                             |
| 398332 | 2011 QE17              | 2 de febrer de 2006    | Kitt Peak            | Spacewatch                                             |
| 398333 | 2011 QA19              | 18 de març de 2010     | Mount Lemmon         | Mt. Lemmon Survey                                      |
| 398334 | 2011 QP29              | 18 de gener de 2009    | Kitt Peak            | Spacewatch                                             |
| 398335 | 2011 QD31              | 8 d'octubre de 2007    | Catalina             | CSS                                                    |
| 398336 | 2011 QB36              | 25 de juny de 2011     | Mount Lemmon         | Mt. Lemmon Survey                                      |
| 398337 | 2011 QZ36              | 11 d'octubre de 1977   | Palomar              | C. J. van Houten, I. van Houten-Groeneveld, T. Gehrels |
| 398338 | 2011 QV38              | 5 d'octubre de 2004    | Anderson Mesa        | LONEOS                                                 |
| 398339 | 2011 QR52              | 24 de setembre de 1992 | Kitt Peak            | Spacewatch                                             |
| 398340 | 2011 QB57              | 24 de setembre de 2000 | Socorro              | LINEAR                                                 |
| 398341 | 2011 QN65              | 2 de gener de 2009     | Mount Lemmon         | Mt. Lemmon Survey                                      |
| 398342 | 2011 QP70              | 1 de febrer de 2006    | Mount Lemmon         | Mt. Lemmon Survey                                      |
| 398343 | 2011 QF72              | 8 de setembre de 2004  | Socorro              | LINEAR                                                 |
| 398344 | 2011 QE73              | 16 de febrer de 2010   | Mount Lemmon         | Mt. Lemmon Survey                                      |
| 398345 | 2011 QM81              | 22 de desembre de 2008 | Kitt Peak            | Spacewatch                                             |
| 398346 | 2011 QY87              | 6 d'octubre de 2004    | Kitt Peak            | Spacewatch                                             |
| 398347 | 2011 QC93              | 23 de setembre de 2004 | Kitt Peak            | Spacewatch                                             |
| 398348 | 2011 QM97              | 5 de setembre de 2007  | Mount Lemmon         | Mt. Lemmon Survey                                      |
| 398349 | 2011 RS13              | 19 de novembre de 2004 | Socorro              | LINEAR                                                 |
| 398350 | 2011 RL17              | 13 de març de 2005     | Catalina             | CSS                                                    |
| 398351 | 2011 RB19              | 13 de març de 2010     | Mount Lemmon         | Mt. Lemmon Survey                                      |
| 398352 | 2011 ST3               | 17 de juny de 2007     | Kitt Peak            | Spacewatch                                             |
| 398353 | 2011 SO10              | 7 d'octubre de 2004    | Kitt Peak            | Spacewatch                                             |
| 398354 | 2011 SP27              | 2 de gener de 2009     | Mount Lemmon         | Mt. Lemmon Survey                                      |
| 398355 | 2011 SF32              | 21 de setembre de 2011 | Catalina             | CSS                                                    |
| 398356 | 2011 SN35              | 20 de febrer de 2006   | Kitt Peak            | Spacewatch                                             |
| 398357 | 2011 SC49              | 17 de febrer de 2010   | Kitt Peak            | Spacewatch                                             |
| 398358 | 2011 SO49              | 21 de juny de 2007     | Mount Lemmon         | Mt. Lemmon Survey                                      |
| 398359 | 2011 SA60              | 5 de setembre de 1996  | Kitt Peak            | Spacewatch                                             |
| 398360 | 2011 SS61              | 6 d'octubre de 2004    | Kitt Peak            | Spacewatch                                             |
| 398361 | 2011 SD67              | 24 de setembre de 2000 | Socorro              | LINEAR                                                 |
| 398362 | 2011 SX68              | 28 de gener de 2009    | Catalina             | CSS                                                    |
| 398363 | 2011 SX69              | 25 d'octubre de 2007   | Mount Lemmon         | Mt. Lemmon Survey                                      |
| 398364 | 2011 SG76              | 16 de gener de 2005    | Kitt Peak            | Spacewatch                                             |
| 398365 | 2011 SL84              | 1 de maig de 2003      | Kitt Peak            | Spacewatch                                             |
| 398366 | 2011 ST88              | 13 d'octubre de 2006   | Kitt Peak            | Spacewatch                                             |
| 398367 | 2011 SB91              | 1 d'octubre de 2000    | Socorro              | LINEAR                                                 |
| 398368 | 2011 SB96              | 24 de setembre de 2011 | Mount Lemmon         | Mt. Lemmon Survey                                      |
| 398369 | 2011 SL97              | 12 de maig de 2007     | Mount Lemmon         | Mt. Lemmon Survey                                      |
| 398370 | 2011 SW98              | 8 de setembre de 2011  | Kitt Peak            | Spacewatch                                             |
| 398371 | 2011 SL99              | 2 de setembre de 2008  | Kitt Peak            | Spacewatch                                             |
| 398372 | 2011 SE102             | 1 de març de 2009      | Mount Lemmon         | Mt. Lemmon Survey                                      |
| 398373 | 2011 SK102             | 19 de setembre de 1998 | Anderson Mesa        | LONEOS                                                 |
| 398374 | 2011 SE103             | 13 de gener de 2008    | Kitt Peak            | Spacewatch                                             |
| 398375 | 2011 SK104             | 23 de setembre de 2011 | Kitt Peak            | Spacewatch                                             |
| 398376 | 2011 SD105             | 28 d'agost de 2006     | Catalina             | CSS                                                    |
| 398377 | 2011 SS113             | 13 d'octubre de 2004   | Kitt Peak            | Spacewatch                                             |
| 398378 | 2011 SY114             | 15 de setembre de 2007 | Mount Lemmon         | Mt. Lemmon Survey                                      |
| 398379 | 2011 SW117             | 6 de setembre de 1996  | Kitt Peak            | Spacewatch                                             |
| 398380 | 2011 SC119             | 24 de setembre de 2000 | Socorro              | LINEAR                                                 |
| 398381 | 2011 SV143             | 13 de maig de 2010     | Mount Lemmon         | Mt. Lemmon Survey                                      |
| 398382 | 2011 ST144             | 18 de març de 2010     | Mount Lemmon         | Mt. Lemmon Survey                                      |
| 398383 | 2011 SW149             | 21 de març de 2010     | Kitt Peak            | Spacewatch                                             |
| 398384 | 2011 SX152             | 12 d'octubre de 2007   | Mount Lemmon         | Mt. Lemmon Survey                                      |
| 398385 | 2011 SR157             | 20 de febrer de 2009   | Kitt Peak            | Spacewatch                                             |
| 398386 | 2011 SJ158             | 20 de setembre de 2011 | Catalina             | CSS                                                    |
| 398387 | 2011 ST167             | 3 de setembre de 2007  | Catalina             | CSS                                                    |
| 398388 | 2011 SU168             | 12 d'abril de 1999     | Kitt Peak            | Spacewatch                                             |
| 398389 | 2011 SF169             | 4 de març de 2005      | Mount Lemmon         | Mt. Lemmon Survey                                      |
| 398390 | 2011 SQ172             | 18 de setembre de 2007 | Mount Lemmon         | Mt. Lemmon Survey                                      |
| 398391 | 2011 SP173             | 18 de juliol de 2007   | Mount Lemmon         | Mt. Lemmon Survey                                      |
| 398392 | 2011 SR173             | 12 d'octubre de 2007   | Catalina             | CSS                                                    |
| 398393 | 2011 SO177             | 11 de novembre de 2007 | Mount Lemmon         | Mt. Lemmon Survey                                      |
| 398394 | 2011 SP180             | 9 de març de 2005      | Mount Lemmon         | Mt. Lemmon Survey                                      |
| 398395 | 2011 SD184             | 8 de novembre de 2007  | Kitt Peak            | Spacewatch                                             |
| 398396 | 2011 SL186             | 27 de febrer de 2006   | Kitt Peak            | Spacewatch                                             |
| 398397 | 2011 SV195             | 1 de maig de 2003      | Kitt Peak            | Spacewatch                                             |
| 398398 | 2011 ST197             | 18 de setembre de 2011 | Mount Lemmon         | Mt. Lemmon Survey                                      |
| 398399 | 2011 SU201             | 15 de juny de 2007     | Kitt Peak            | Spacewatch                                             |
| 398400 | 2011 SJ203             | 11 de novembre de 2006 | Kitt Peak            | Spacewatch                                             |

## 398401-398500
| Nom    | Designació provisional | Data de descobriment   | Lloc de descobriment | Descobridor/s        |
| ------ | ---------------------- | ---------------------- | -------------------- | -------------------- |
| 398401 | 2011 SO211             | 8 de març de 2005      | Kitt Peak            | Spacewatch           |
| 398402 | 2011 SM214             | 19 d'octubre de 2007   | Catalina             | CSS                  |
| 398403 | 2011 SK215             | 23 de gener de 2006    | Kitt Peak            | Spacewatch           |
| 398404 | 2011 SH217             | 23 de gener de 2006    | Kitt Peak            | Spacewatch           |
| 398405 | 2011 SM218             | 17 de novembre de 2006 | Mount Lemmon         | Mt. Lemmon Survey    |
| 398406 | 2011 SO219             | 10 de maig de 2005     | Kitt Peak            | Spacewatch           |
| 398407 | 2011 SC229             | 18 de març de 2009     | Mount Lemmon         | Mt. Lemmon Survey    |
| 398408 | 2011 SR230             | 28 de setembre de 2011 | Mount Lemmon         | Mt. Lemmon Survey    |
| 398409 | 2011 SJ231             | 10 de maig de 2005     | Kitt Peak            | Spacewatch           |
| 398410 | 2011 SE233             | 19 de desembre de 2007 | Catalina             | CSS                  |
| 398411 | 2011 SN235             | 6 de maig de 2010      | Mount Lemmon         | Mt. Lemmon Survey    |
| 398412 | 2011 SY245             | 29 de setembre de 2011 | Mount Lemmon         | Mt. Lemmon Survey    |
| 398413 | 2011 SC248             | 24 de setembre de 2000 | Socorro              | LINEAR               |
| 398414 | 2011 SY252             | 15 de març de 2010     | Kitt Peak            | Spacewatch           |
| 398415 | 2011 SR253             | 11 d'octubre de 2007   | Catalina             | CSS                  |
| 398416 | 2011 SQ258             | 26 de setembre de 2006 | Catalina             | CSS                  |
| 398417 | 2011 SX264             | 17 de juny de 2006     | Kitt Peak            | Spacewatch           |
| 398418 | 2011 SR266             | 12 de març de 2005     | Kitt Peak            | Spacewatch           |
| 398419 | 2011 SX267             | 23 de gener de 2006    | Kitt Peak            | Spacewatch           |
| 398420 | 2011 TW2               | 20 de novembre de 2007 | Mount Lemmon         | Mt. Lemmon Survey    |
| 398421 | 2011 TN4               | 31 de desembre de 2007 | Kitt Peak            | Spacewatch           |
| 398422 | 2011 TR4               | 10 d'octubre de 2007   | Mount Lemmon         | Mt. Lemmon Survey    |
| 398423 | 2011 UF2               | 20 de setembre de 2011 | Kitt Peak            | Spacewatch           |
| 398424 | 2011 UC7               | 12 d'abril de 2005     | Kitt Peak            | Spacewatch           |
| 398425 | 2011 UD8               | 20 d'octubre de 2007   | Mount Lemmon         | Mt. Lemmon Survey    |
| 398426 | 2011 UT8               | 21 d'abril de 2009     | Kitt Peak            | Spacewatch           |
| 398427 | 2011 UC9               | 28 de setembre de 1997 | Kitt Peak            | Spacewatch           |
| 398428 | 2011 UZ14              | 17 d'octubre de 2011   | Kitt Peak            | Spacewatch           |
| 398429 | 2011 UL16              | 18 d'octubre de 2011   | Mount Lemmon         | Mt. Lemmon Survey    |
| 398430 | 2011 UC18              | 21 de setembre de 2011 | Kitt Peak            | Spacewatch           |
| 398431 | 2011 UL22              | 11 d'octubre de 2006   | Kitt Peak            | Spacewatch           |
| 398432 | 2011 UK25              | 17 de setembre de 2006 | Kitt Peak            | Spacewatch           |
| 398433 | 2011 UA27              | 21 d'octubre de 2006   | Mount Lemmon         | Mt. Lemmon Survey    |
| 398434 | 2011 UO28              | 13 de desembre de 2006 | Mount Lemmon         | Mt. Lemmon Survey    |
| 398435 | 2011 US29              | 11 d'abril de 2005     | Mount Lemmon         | Mt. Lemmon Survey    |
| 398436 | 2011 UR30              | 9 d'octubre de 2005    | Kitt Peak            | Spacewatch           |
| 398437 | 2011 UC31              | 24 de desembre de 2006 | Kitt Peak            | Spacewatch           |
| 398438 | 2011 UA36              | 5 de novembre de 2007  | Kitt Peak            | Spacewatch           |
| 398439 | 2011 UZ37              | 15 d'octubre de 1998   | Kitt Peak            | Spacewatch           |
| 398440 | 2011 UZ38              | 20 d'octubre de 2011   | Mount Lemmon         | Mt. Lemmon Survey    |
| 398441 | 2011 UD39              | 19 de setembre de 2006 | Catalina             | CSS                  |
| 398442 | 2011 UZ47              | 2 d'octubre de 1997    | Kitt Peak            | Spacewatch           |
| 398443 | 2011 UB48              | 17 de novembre de 2006 | Kitt Peak            | Spacewatch           |
| 398444 | 2011 UJ50              | 18 d'octubre de 2011   | Kitt Peak            | Spacewatch           |
| 398445 | 2011 UQ50              | 21 d'octubre de 1995   | Kitt Peak            | Spacewatch           |
| 398446 | 2011 UF51              | 6 de març de 2008      | Mount Lemmon         | Mt. Lemmon Survey    |
| 398447 | 2011 UO52              | 30 de desembre de 2007 | Mount Lemmon         | Mt. Lemmon Survey    |
| 398448 | 2011 UD54              | 7 de juny de 2010      | WISE                 | WISE                 |
| 398449 | 2011 UK55              | 29 de setembre de 2005 | Kitt Peak            | Spacewatch           |
| 398450 | 2011 UN59              | 4 d'octubre de 2007    | Mount Lemmon         | Mt. Lemmon Survey    |
| 398451 | 2011 UC62              | 4 de novembre de 2010  | Mount Lemmon         | Mt. Lemmon Survey    |
| 398452 | 2011 UM66              | 1 de març de 2009      | Kitt Peak            | Spacewatch           |
| 398453 | 2011 UL72              | 14 de març de 2010     | Kitt Peak            | Spacewatch           |
| 398454 | 2011 UV72              | 18 d'octubre de 2011   | Mount Lemmon         | Mt. Lemmon Survey    |
| 398455 | 2011 UP76              | 13 de desembre de 2006 | Kitt Peak            | Spacewatch           |
| 398456 | 2011 UT77              | 19 d'octubre de 2011   | Kitt Peak            | Spacewatch           |
| 398457 | 2011 UT79              | 6 d'octubre de 2011    | Mount Lemmon         | Mt. Lemmon Survey    |
| 398458 | 2011 UC83              | 27 d'octubre de 2005   | Kitt Peak            | Spacewatch           |
| 398459 | 2011 UJ86              | 24 de setembre de 2006 | Kitt Peak            | Spacewatch           |
| 398460 | 2011 UW88              | 6 d'octubre de 2005    | Kitt Peak            | Spacewatch           |
| 398461 | 2011 UU98              | 1 de gener de 2008     | Kitt Peak            | Spacewatch           |
| 398462 | 2011 UT101             | 1 de març de 2009      | Kitt Peak            | Spacewatch           |
| 398463 | 2011 UX101             | 18 de novembre de 2007 | Mount Lemmon         | Mt. Lemmon Survey    |
| 398464 | 2011 UX104             | 23 de setembre de 2011 | Kitt Peak            | Spacewatch           |
| 398465 | 2011 UP108             | 15 de maig de 2007     | Mount Lemmon         | Mt. Lemmon Survey    |
| 398466 | 2011 US112             | 23 de setembre de 2011 | Mount Lemmon         | Mt. Lemmon Survey    |
| 398467 | 2011 UM113             | 3 de desembre de 2007  | Kitt Peak            | Spacewatch           |
| 398468 | 2011 UA120             | 21 d'agost de 2006     | Kitt Peak            | Spacewatch           |
| 398469 | 2011 UJ120             | 18 d'abril de 2009     | Siding Spring        | Siding Spring Survey |
| 398470 | 2011 UO120             | 31 de gener de 2008    | Catalina             | CSS                  |
| 398471 | 2011 UV120             | 9 d'agost de 2004      | Anderson Mesa        | LONEOS               |
| 398472 | 2011 UU122             | 3 de novembre de 2007  | Kitt Peak            | Spacewatch           |
| 398473 | 2011 UE124             | 17 de gener de 2009    | Kitt Peak            | Spacewatch           |
| 398474 | 2011 UK127             | 16 d'agost de 2007     | Andrushivka          | Andrushivka          |
| 398475 | 2011 UR127             | 18 de novembre de 2006 | Kitt Peak            | Spacewatch           |
| 398476 | 2011 UM129             | 24 de setembre de 2000 | Anderson Mesa        | LONEOS               |
| 398477 | 2011 UA137             | 21 d'octubre de 2006   | Mount Lemmon         | Mt. Lemmon Survey    |
| 398478 | 2011 UT139             | 29 d'agost de 2005     | Kitt Peak            | Spacewatch           |
| 398479 | 2011 UE140             | 1 de febrer de 2009    | Mount Lemmon         | Mt. Lemmon Survey    |
| 398480 | 2011 UR140             | 23 d'octubre de 2011   | Kitt Peak            | Spacewatch           |
| 398481 | 2011 UZ140             | 18 de novembre de 2006 | Kitt Peak            | Spacewatch           |
| 398482 | 2011 UN142             | 16 de novembre de 2006 | Kitt Peak            | Spacewatch           |
| 398483 | 2011 UQ146             | 13 de desembre de 2006 | Kitt Peak            | Spacewatch           |
| 398484 | 2011 UY148             | 11 de setembre de 2007 | Kitt Peak            | Spacewatch           |
| 398485 | 2011 UW150             | 20 d'abril de 2010     | Kitt Peak            | Spacewatch           |
| 398486 | 2011 UH152             | 15 de juny de 2010     | Mount Lemmon         | Mt. Lemmon Survey    |
| 398487 | 2011 UJ153             | 19 d'abril de 2010     | WISE                 | WISE                 |
| 398488 | 2011 UP157             | 24 de novembre de 1995 | Kitt Peak            | Spacewatch           |
| 398489 | 2011 UQ157             | 17 de novembre de 2006 | Kitt Peak            | Spacewatch           |
| 398490 | 2011 UU157             | 14 de novembre de 2007 | Kitt Peak            | Spacewatch           |
| 398491 | 2011 UF162             | 1 d'octubre de 2006    | Kitt Peak            | Spacewatch           |
| 398492 | 2011 UH164             | 14 de setembre de 2007 | Catalina             | CSS                  |
| 398493 | 2011 UP176             | 20 d'octubre de 2011   | Kitt Peak            | Spacewatch           |
| 398494 | 2011 UQ176             | 15 de setembre de 2006 | Kitt Peak            | Spacewatch           |
| 398495 | 2011 UT177             | 8 de novembre de 2007  | Kitt Peak            | Spacewatch           |
| 398496 | 2011 UF179             | 16 de desembre de 2006 | Kitt Peak            | Spacewatch           |
| 398497 | 2011 UF180             | 24 d'octubre de 2011   | Kitt Peak            | Spacewatch           |
| 398498 | 2011 UX180             | 11 d'abril de 2005     | Kitt Peak            | Spacewatch           |
| 398499 | 2011 UK187             | 5 de desembre de 2002  | Socorro              | LINEAR               |
| 398500 | 2011 UN187             | 24 d'abril de 2010     | WISE                 | WISE                 |

## 398501-398600
| Nom    | Designació provisional | Data de descobriment   | Lloc de descobriment | Descobridor/s                                          |
| ------ | ---------------------- | ---------------------- | -------------------- | ------------------------------------------------------ |
| 398501 | 2011 UR191             | 27 d'agost de 2006     | Anderson Mesa        | LONEOS                                                 |
| 398502 | 2011 UX196             | 20 d'octubre de 2006   | Mount Lemmon         | Mt. Lemmon Survey                                      |
| 398503 | 2011 UQ201             | 26 de maig de 2006     | Mount Lemmon         | Mt. Lemmon Survey                                      |
| 398504 | 2011 UK202             | 8 de maig de 2005      | Mount Lemmon         | Mt. Lemmon Survey                                      |
| 398505 | 2011 UD231             | 18 de novembre de 2006 | Mount Lemmon         | Mt. Lemmon Survey                                      |
| 398506 | 2011 US233             | 16 d'octubre de 2007   | Mount Lemmon         | Mt. Lemmon Survey                                      |
| 398507 | 2011 UG240             | 12 de setembre de 1998 | Kitt Peak            | Spacewatch                                             |
| 398508 | 2011 UF242             | 7 de maig de 2010      | WISE                 | WISE                                                   |
| 398509 | 2011 UV243             | 15 de novembre de 2006 | Kitt Peak            | Spacewatch                                             |
| 398510 | 2011 UY245             | 14 de desembre de 2007 | Mount Lemmon         | Mt. Lemmon Survey                                      |
| 398511 | 2011 UF248             | 3 de setembre de 2010  | Mount Lemmon         | Mt. Lemmon Survey                                      |
| 398512 | 2011 UD251             | 8 de març de 2008      | Kitt Peak            | Spacewatch                                             |
| 398513 | 2011 UD253             | 3 d'octubre de 2006    | Mount Lemmon         | Mt. Lemmon Survey                                      |
| 398514 | 2011 UN257             | 23 d'octubre de 2011   | Kitt Peak            | Spacewatch                                             |
| 398515 | 2011 UM259             | 23 d'octubre de 2011   | Kitt Peak            | Spacewatch                                             |
| 398516 | 2011 UO263             | 16 de novembre de 2006 | Kitt Peak            | Spacewatch                                             |
| 398517 | 2011 UQ264             | 10 d'octubre de 2007   | Kitt Peak            | Spacewatch                                             |
| 398518 | 2011 UE265             | 14 d'octubre de 2007   | Mount Lemmon         | Mt. Lemmon Survey                                      |
| 398519 | 2011 UF268             | 9 de desembre de 2006  | Kitt Peak            | Spacewatch                                             |
| 398520 | 2011 UD271             | 22 de setembre de 2006 | Catalina             | CSS                                                    |
| 398521 | 2011 UU278             | 2 d'octubre de 2006    | Mount Lemmon         | Mt. Lemmon Survey                                      |
| 398522 | 2011 UZ286             | 29 d'agost de 2006     | Kitt Peak            | Spacewatch                                             |
| 398523 | 2011 UD288             | 15 de desembre de 2007 | Kitt Peak            | Spacewatch                                             |
| 398524 | 2011 UF292             | 17 de maig de 2005     | Mount Lemmon         | Mt. Lemmon Survey                                      |
| 398525 | 2011 UA294             | 11 d'octubre de 2007   | Catalina             | CSS                                                    |
| 398526 | 2011 UC294             | 2 de març de 2009      | Mount Lemmon         | Mt. Lemmon Survey                                      |
| 398527 | 2011 UM296             | 18 d'abril de 2009     | Mount Lemmon         | Mt. Lemmon Survey                                      |
| 398528 | 2011 UU296             | 4 d'agost de 2003      | Kitt Peak            | Spacewatch                                             |
| 398529 | 2011 UO299             | 19 d'octubre de 2006   | Mount Lemmon         | Mt. Lemmon Survey                                      |
| 398530 | 2011 UQ299             | 3 de maig de 2005      | Kitt Peak            | Spacewatch                                             |
| 398531 | 2011 UB302             | 6 de juny de 2005      | Kitt Peak            | Spacewatch                                             |
| 398532 | 2011 UL306             | 23 d'octubre de 2011   | Mount Lemmon         | Mt. Lemmon Survey                                      |
| 398533 | 2011 UG307             | 6 de desembre de 2007  | Kitt Peak            | Spacewatch                                             |
| 398534 | 2011 UP309             | 9 d'abril de 2010      | Mount Lemmon         | Mt. Lemmon Survey                                      |
| 398535 | 2011 UV309             | 4 de maig de 2005      | Mount Lemmon         | Mt. Lemmon Survey                                      |
| 398536 | 2011 UJ314             | 28 de novembre de 2000 | Kitt Peak            | Spacewatch                                             |
| 398537 | 2011 UY316             | 18 de desembre de 2007 | Mount Lemmon         | Mt. Lemmon Survey                                      |
| 398538 | 2011 UA318             | 17 de desembre de 2007 | Kitt Peak            | Spacewatch                                             |
| 398539 | 2011 UL319             | 26 d'octubre de 2005   | Kitt Peak            | Spacewatch                                             |
| 398540 | 2011 UE322             | 6 de setembre de 2007  | Siding Spring        | Siding Spring Survey                                   |
| 398541 | 2011 US322             | 14 de novembre de 1998 | Socorro              | LINEAR                                                 |
| 398542 | 2011 UR323             | 19 de gener de 2004    | Kitt Peak            | Spacewatch                                             |
| 398543 | 2011 UY326             | 25 de maig de 2010     | WISE                 | WISE                                                   |
| 398544 | 2011 UB337             | 13 d'agost de 2007     | XuYi                 | PMO NEO Survey Program                                 |
| 398545 | 2011 US337             | 19 d'agost de 2006     | Kitt Peak            | Spacewatch                                             |
| 398546 | 2011 UA338             | 16 d'abril de 2010     | WISE                 | WISE                                                   |
| 398547 | 2011 UQ338             | 11 d'agost de 2007     | Siding Spring        | Siding Spring Survey                                   |
| 398548 | 2011 UQ342             | 23 d'octubre de 1995   | Kitt Peak            | Spacewatch                                             |
| 398549 | 2011 UO347             | 20 d'octubre de 2007   | Mount Lemmon         | Mt. Lemmon Survey                                      |
| 398550 | 2011 UP364             | 1 de març de 2009      | Kitt Peak            | Spacewatch                                             |
| 398551 | 2011 US375             | 17 de juny de 2005     | Mount Lemmon         | Mt. Lemmon Survey                                      |
| 398552 | 2011 US377             | 4 de desembre de 2007  | Kitt Peak            | Spacewatch                                             |
| 398553 | 2011 US386             | 12 de maig de 1996     | Kitt Peak            | Spacewatch                                             |
| 398554 | 2011 UC388             | 22 de maig de 2010     | WISE                 | WISE                                                   |
| 398555 | 2011 UJ389             | 27 de febrer de 2006   | Mount Lemmon         | Mt. Lemmon Survey                                      |
| 398556 | 2011 UV391             | 29 de març de 2009     | Mount Lemmon         | Mt. Lemmon Survey                                      |
| 398557 | 2011 UE399             | 5 de novembre de 2007  | Mount Lemmon         | Mt. Lemmon Survey                                      |
| 398558 | 2011 UK400             | 15 d'abril de 2008     | Mount Lemmon         | Mt. Lemmon Survey                                      |
| 398559 | 2011 UB401             | 14 de juny de 2005     | Kitt Peak            | Spacewatch                                             |
| 398560 | 2011 VM10              | 10 d'abril de 2008     | Kitt Peak            | Spacewatch                                             |
| 398561 | 2011 VC11              | 28 de setembre de 2011 | Mount Lemmon         | Mt. Lemmon Survey                                      |
| 398562 | 2011 VE14              | 23 d'octubre de 2006   | Mount Lemmon         | Mt. Lemmon Survey                                      |
| 398563 | 2011 VQ14              | 4 d'agost de 2003      | Kitt Peak            | Spacewatch                                             |
| 398564 | 2011 VT15              | 30 de setembre de 2006 | Mount Lemmon         | Mt. Lemmon Survey                                      |
| 398565 | 2011 VL21              | 26 de maig de 2010     | WISE                 | WISE                                                   |
| 398566 | 2011 WV5               | 5 de novembre de 2007  | Kitt Peak            | Spacewatch                                             |
| 398567 | 2011 WT8               | 14 de novembre de 2007 | Kitt Peak            | Spacewatch                                             |
| 398568 | 2011 WR12              | 3 de setembre de 2010  | Mount Lemmon         | Mt. Lemmon Survey                                      |
| 398569 | 2011 WW14              | 20 de setembre de 1973 | Palomar              | C. J. van Houten, I. van Houten-Groeneveld, T. Gehrels |
| 398570 | 2011 WZ15              | 19 de novembre de 2000 | Kitt Peak            | Spacewatch                                             |
| 398571 | 2011 WN17              | 23 de juny de 2007     | Siding Spring        | Siding Spring Survey                                   |
| 398572 | 2011 WW34              | 18 de gener de 2008    | Mount Lemmon         | Mt. Lemmon Survey                                      |
| 398573 | 2011 WP35              | 13 de setembre de 2007 | Mount Lemmon         | Mt. Lemmon Survey                                      |
| 398574 | 2011 WZ38              | 21 de juliol de 2006   | Mount Lemmon         | Mt. Lemmon Survey                                      |
| 398575 | 2011 WP43              | 15 de maig de 2005     | Mount Lemmon         | Mt. Lemmon Survey                                      |
| 398576 | 2011 WT44              | 6 de maig de 2006      | Mount Lemmon         | Mt. Lemmon Survey                                      |
| 398577 | 2011 WK45              | 10 de gener de 2006    | Kitt Peak            | Spacewatch                                             |
| 398578 | 2011 WX47              | 15 de febrer de 2007   | Catalina             | CSS                                                    |
| 398579 | 2011 WJ49              | 31 de març de 2008     | Mount Lemmon         | Mt. Lemmon Survey                                      |
| 398580 | 2011 WG53              | 27 de desembre de 2006 | Mount Lemmon         | Mt. Lemmon Survey                                      |
| 398581 | 2011 WM56              | 22 d'octubre de 2006   | Catalina             | CSS                                                    |
| 398582 | 2011 WV56              | 15 de desembre de 2006 | Kitt Peak            | Spacewatch                                             |
| 398583 | 2011 WX62              | 26 de setembre de 2005 | Catalina             | CSS                                                    |
| 398584 | 2011 WF64              | 11 de setembre de 2010 | Mount Lemmon         | Mt. Lemmon Survey                                      |
| 398585 | 2011 WM64              | 18 de novembre de 2011 | Mount Lemmon         | Mt. Lemmon Survey                                      |
| 398586 | 2011 WU64              | 11 d'abril de 2008     | Kitt Peak            | Spacewatch                                             |
| 398587 | 2011 WR66              | 2 de novembre de 2007  | Mount Lemmon         | Mt. Lemmon Survey                                      |
| 398588 | 2011 WQ70              | 20 de maig de 2006     | Mount Lemmon         | Mt. Lemmon Survey                                      |
| 398589 | 2011 WR70              | 2 de novembre de 2005  | Mount Lemmon         | Mt. Lemmon Survey                                      |
| 398590 | 2011 WS71              | 20 de setembre de 2006 | Catalina             | CSS                                                    |
| 398591 | 2011 WN81              | 15 de setembre de 2006 | Kitt Peak            | Spacewatch                                             |
| 398592 | 2011 WG82              | 4 de maig de 2009      | Mount Lemmon         | Mt. Lemmon Survey                                      |
| 398593 | 2011 WS86              | 18 de setembre de 2006 | Kitt Peak            | Spacewatch                                             |
| 398594 | 2011 WQ90              | 23 d'abril de 2009     | Kitt Peak            | Spacewatch                                             |
| 398595 | 2011 WY91              | 8 d'octubre de 2005    | Catalina             | CSS                                                    |
| 398596 | 2011 WM95              | 26 de maig de 2010     | WISE                 | WISE                                                   |
| 398597 | 2011 WD97              | 14 de setembre de 2005 | Kitt Peak            | Spacewatch                                             |
| 398598 | 2011 WG98              | 3 d'octubre de 2005    | Catalina             | CSS                                                    |
| 398599 | 2011 WC102             | 4 de març de 2005      | Mount Lemmon         | Mt. Lemmon Survey                                      |
| 398600 | 2011 WK104             | 2 de maig de 2010      | WISE                 | WISE                                                   |

## 398601-398700
| Nom    | Designació provisional | Data de descobriment   | Lloc de descobriment | Descobridor/s        |
| ------ | ---------------------- | ---------------------- | -------------------- | -------------------- |
| 398601 | 2011 WR106             | 14 de gener de 1996    | Kitt Peak            | Spacewatch           |
| 398602 | 2011 WJ108             | 22 de novembre de 2006 | Mount Lemmon         | Mt. Lemmon Survey    |
| 398603 | 2011 WD112             | 6 d'octubre de 1996    | Kitt Peak            | Spacewatch           |
| 398604 | 2011 WH116             | 17 de setembre de 2006 | Kitt Peak            | Spacewatch           |
| 398605 | 2011 WQ117             | 20 de novembre de 2000 | Socorro              | LINEAR               |
| 398606 | 2011 WO118             | 16 de setembre de 2006 | Catalina             | CSS                  |
| 398607 | 2011 WL130             | 8 d'octubre de 2007    | Kitt Peak            | Spacewatch           |
| 398608 | 2011 WJ131             | 8 de febrer de 2002    | Kitt Peak            | Spacewatch           |
| 398609 | 2011 WK143             | 4 d'octubre de 2006    | Mount Lemmon         | Mt. Lemmon Survey    |
| 398610 | 2011 WF146             | 17 de desembre de 2007 | Kitt Peak            | Spacewatch           |
| 398611 | 2011 WK149             | 1 de setembre de 2005  | Kitt Peak            | Spacewatch           |
| 398612 | 2011 WJ150             | 24 de setembre de 2005 | Kitt Peak            | Spacewatch           |
| 398613 | 2011 XU3               | 15 de desembre de 2006 | Mount Lemmon         | Mt. Lemmon Survey    |
| 398614 | 2011 XD4               | 20 de novembre de 2006 | Kitt Peak            | Spacewatch           |
| 398615 | 2011 YZ2               | 25 de novembre de 2005 | Catalina             | CSS                  |
| 398616 | 2011 YB3               | 3 de novembre de 2010  | Mount Lemmon         | Mt. Lemmon Survey    |
| 398617 | 2011 YB20              | 4 de desembre de 2007  | Kitt Peak            | Spacewatch           |
| 398618 | 2011 YW23              | 5 d'agost de 2005      | Siding Spring        | Siding Spring Survey |
| 398619 | 2011 YC38              | 12 de juliol de 2010   | WISE                 | WISE                 |
| 398620 | 2011 YW42              | 29 d'octubre de 2005   | Mount Lemmon         | Mt. Lemmon Survey    |
| 398621 | 2011 YW45              | 5 de desembre de 2005  | Kitt Peak            | Spacewatch           |
| 398622 | 2011 YE48              | 18 de novembre de 2006 | Kitt Peak            | Spacewatch           |
| 398623 | 2011 YC49              | 8 de maig de 2008      | Kitt Peak            | Spacewatch           |
| 398624 | 2011 YP59              | 16 d'abril de 2008     | Mount Lemmon         | Mt. Lemmon Survey    |
| 398625 | 2011 YZ70              | 15 de maig de 2008     | Mount Lemmon         | Mt. Lemmon Survey    |
| 398626 | 2011 YB78              | 18 de febrer de 2008   | Mount Lemmon         | Mt. Lemmon Survey    |
| 398627 | 2012 BZ8               | 7 de desembre de 2005  | Kitt Peak            | Spacewatch           |
| 398628 | 2012 BH57              | 4 de novembre de 2005  | Mount Lemmon         | Mt. Lemmon Survey    |
| 398629 | 2012 BX117             | 30 d'octubre de 2010   | Catalina             | CSS                  |
| 398630 | 2012 BP144             | 27 de juny de 2010     | WISE                 | WISE                 |
| 398631 | 2012 BH149             | 13 de novembre de 2006 | Mount Lemmon         | Mt. Lemmon Survey    |
| 398632 | 2012 CL25              | 30 de desembre de 2005 | Kitt Peak            | Spacewatch           |
| 398633 | 2012 CH26              | 4 de setembre de 1999  | Kitt Peak            | Spacewatch           |
| 398634 | 2012 DO77              | 19 de febrer de 2012   | Kitt Peak            | Spacewatch           |
| 398635 | 2012 FW6               | 28 de setembre de 2009 | Kitt Peak            | Spacewatch           |
| 398636 | 2012 FQ48              | 29 de setembre de 2009 | Mount Lemmon         | Mt. Lemmon Survey    |
| 398637 | 2012 LB11              | 24 de novembre de 2006 | Mount Lemmon         | Mt. Lemmon Survey    |
| 398638 | 2012 QD17              | 17 de febrer de 2004   | Socorro              | LINEAR               |
| 398639 | 2012 QP31              | 10 d'agost de 2012     | Kitt Peak            | Spacewatch           |
| 398640 | 2012 QZ39              | 14 de desembre de 2010 | Mount Lemmon         | Mt. Lemmon Survey    |
| 398641 | 2012 RP31              | 29 de juliol de 2009   | Kitt Peak            | Spacewatch           |
| 398642 | 2012 RX33              | 15 de març de 2004     | Kitt Peak            | Spacewatch           |
| 398643 | 2012 SH15              | 28 de maig de 2011     | Mount Lemmon         | Mt. Lemmon Survey    |
| 398644 | 2012 SU62              | 18 de novembre de 2009 | Mount Lemmon         | Mt. Lemmon Survey    |
| 398645 | 2012 TT13              | 29 de novembre de 2008 | Siding Spring        | Siding Spring Survey |
| 398646 | 2012 TA15              | 23 d'abril de 2009     | Mount Lemmon         | Mt. Lemmon Survey    |
| 398647 | 2012 TD26              | 13 de març de 2010     | Kitt Peak            | Spacewatch           |
| 398648 | 2012 TT52              | 27 de març de 2003     | Kitt Peak            | Spacewatch           |
| 398649 | 2012 TH58              | 13 de març de 2007     | Mount Lemmon         | Mt. Lemmon Survey    |
| 398650 | 2012 TR67              | 1 d'octubre de 2003    | Kitt Peak            | Spacewatch           |
| 398651 | 2012 TL71              | 17 de març de 2005     | Kitt Peak            | Spacewatch           |
| 398652 | 2012 TH162             | 18 d'abril de 2007     | Mount Lemmon         | Mt. Lemmon Survey    |
| 398653 | 2012 TX246             | 16 de desembre de 2009 | Mount Lemmon         | Mt. Lemmon Survey    |
| 398654 | 2012 TV252             | 15 de desembre de 2006 | Kitt Peak            | Spacewatch           |
| 398655 | 2012 TT294             | 19 d'abril de 2006     | Mount Lemmon         | Mt. Lemmon Survey    |
| 398656 | 2012 UQ25              | 28 de novembre de 2005 | Socorro              | LINEAR               |
| 398657 | 2012 UL42              | 2 d'abril de 2006      | Kitt Peak            | Spacewatch           |
| 398658 | 2012 UA44              | 7 de desembre de 2008  | Mount Lemmon         | Mt. Lemmon Survey    |
| 398659 | 2012 UM45              | 23 d'octubre de 2003   | Kitt Peak            | Spacewatch           |
| 398660 | 2012 UQ48              | 31 de maig de 2011     | Kitt Peak            | Spacewatch           |
| 398661 | 2012 UL52              | 15 de gener de 1996    | Kitt Peak            | Spacewatch           |
| 398662 | 2012 UJ79              | 20 d'octubre de 2001   | Socorro              | LINEAR               |
| 398663 | 2012 UY86              | 16 de gener de 2005    | Kitt Peak            | Spacewatch           |
| 398664 | 2012 UF90              | 22 de novembre de 2008 | Kitt Peak            | Spacewatch           |
| 398665 | 2012 US138             | 28 d'abril de 2003     | Anderson Mesa        | LONEOS               |
| 398666 | 2012 UC141             | 28 de gener de 2007    | Mount Lemmon         | Mt. Lemmon Survey    |
| 398667 | 2012 UO146             | 19 de maig de 2006     | Mount Lemmon         | Mt. Lemmon Survey    |
| 398668 | 2012 UB173             | 7 de novembre de 2007  | Mount Lemmon         | Mt. Lemmon Survey    |
| 398669 | 2012 UH174             | 5 de desembre de 2007  | Catalina             | CSS                  |
| 398670 | 2012 VP5               | 3 de juny de 2003      | Kitt Peak            | Spacewatch           |
| 398671 | 2012 VA24              | 25 d'octubre de 2005   | Mount Lemmon         | Mt. Lemmon Survey    |
| 398672 | 2012 VK28              | 19 de setembre de 2012 | Mount Lemmon         | Mt. Lemmon Survey    |
| 398673 | 2012 VA36              | 19 de març de 2010     | Kitt Peak            | Spacewatch           |
| 398674 | 2012 VW41              | 19 de novembre de 2001 | Socorro              | LINEAR               |
| 398675 | 2012 VD46              | 29 d'agost de 2005     | Kitt Peak            | Spacewatch           |
| 398676 | 2012 VY51              | 3 de novembre de 2008  | Mount Lemmon         | Mt. Lemmon Survey    |
| 398677 | 2012 VE60              | 25 d'octubre de 2005   | Mount Lemmon         | Mt. Lemmon Survey    |
| 398678 | 2012 VS65              | 18 de gener de 2008    | Mount Lemmon         | Mt. Lemmon Survey    |
| 398679 | 2012 VZ66              | 1 de desembre de 2005  | Kitt Peak            | Spacewatch           |
| 398680 | 2012 VW71              | 21 de novembre de 2008 | Kitt Peak            | Spacewatch           |
| 398681 | 2012 VK78              | 8 d'octubre de 2008    | Mount Lemmon         | Mt. Lemmon Survey    |
| 398682 | 2012 VQ85              | 25 de novembre de 2005 | Kitt Peak            | Spacewatch           |
| 398683 | 2012 VM88              | 19 de desembre de 2007 | Mount Lemmon         | Mt. Lemmon Survey    |
| 398684 | 2012 VS90              | 11 de març de 2007     | Mount Lemmon         | Mt. Lemmon Survey    |
| 398685 | 2012 VW90              | 3 de desembre de 2004  | Kitt Peak            | Spacewatch           |
| 398686 | 2012 VK100             | 17 de novembre de 2009 | Mount Lemmon         | Mt. Lemmon Survey    |
| 398687 | 2012 WB                | 4 de maig de 2006      | Kitt Peak            | Spacewatch           |
| 398688 | 2012 WV6               | 3 d'octubre de 2008    | Kitt Peak            | Spacewatch           |
| 398689 | 2012 WJ11              | 20 de desembre de 2006 | Mount Lemmon         | Mt. Lemmon Survey    |
| 398690 | 2012 WV11              | 4 de juny de 2003      | Kitt Peak            | Spacewatch           |
| 398691 | 2012 WF14              | 30 de desembre de 2005 | Kitt Peak            | Spacewatch           |
| 398692 | 2012 WF21              | 16 d'octubre de 2003   | Kitt Peak            | Spacewatch           |
| 398693 | 2012 WW25              | 25 d'octubre de 2005   | Kitt Peak            | Spacewatch           |
| 398694 | 2012 WZ28              | 8 de novembre de 2007  | Kitt Peak            | Spacewatch           |
| 398695 | 2012 WS34              | 11 de desembre de 2004 | Kitt Peak            | Spacewatch           |
| 398696 | 2012 WD35              | 3 de setembre de 2008  | Kitt Peak            | Spacewatch           |
| 398697 | 2012 XF10              | 26 d'abril de 2003     | Kitt Peak            | Spacewatch           |
| 398698 | 2012 XW19              | 23 d'octubre de 2012   | Mount Lemmon         | Mt. Lemmon Survey    |
| 398699 | 2012 XQ24              | 14 d'octubre de 2012   | Kitt Peak            | Spacewatch           |
| 398700 | 2012 XU27              | 1 de novembre de 2008  | Mount Lemmon         | Mt. Lemmon Survey    |

## 398701-398800
| Nom    | Designació provisional | Data de descobriment   | Lloc de descobriment | Descobridor/s     |
| ------ | ---------------------- | ---------------------- | -------------------- | ----------------- |
| 398701 | 2012 XX29              | 30 de juny de 2005     | Kitt Peak            | Spacewatch        |
| 398702 | 2012 XN31              | 16 de març de 2007     | Mount Lemmon         | Mt. Lemmon Survey |
| 398703 | 2012 XM41              | 10 de març de 2003     | Anderson Mesa        | LONEOS            |
| 398704 | 2012 XX44              | 1 de febrer de 1997    | Kitt Peak            | Spacewatch        |
| 398705 | 2012 XM46              | 14 de juny de 2010     | WISE                 | WISE              |
| 398706 | 2012 XP46              | 21 de març de 2010     | Catalina             | CSS               |
| 398707 | 2012 XF50              | 16 de desembre de 2007 | Kitt Peak            | Spacewatch        |
| 398708 | 2012 XD53              | 13 de gener de 2008    | Kitt Peak            | Spacewatch        |
| 398709 | 2012 XL53              | 27 de desembre de 1999 | Kitt Peak            | Spacewatch        |
| 398710 | 2012 XA57              | 3 de novembre de 2008  | Kitt Peak            | Spacewatch        |
| 398711 | 2012 XB57              | 4 de desembre de 2005  | Kitt Peak            | Spacewatch        |
| 398712 | 2012 XQ57              | 12 d'abril de 2004     | Kitt Peak            | Spacewatch        |
| 398713 | 2012 XR59              | 8 de maig de 2010      | Mount Lemmon         | Mt. Lemmon Survey |
| 398714 | 2012 XR60              | 22 de setembre de 2008 | Kitt Peak            | Spacewatch        |
| 398715 | 2012 XA66              | 2 d'abril de 2006      | Kitt Peak            | Spacewatch        |
| 398716 | 2012 XD67              | 26 de novembre de 2012 | Mount Lemmon         | Mt. Lemmon Survey |
| 398717 | 2012 XT84              | 19 de setembre de 2006 | Kitt Peak            | Spacewatch        |
| 398718 | 2012 XV96              | 15 de març de 2001     | Kitt Peak            | Spacewatch        |
| 398719 | 2012 XS101             | 21 de març de 2009     | Catalina             | CSS               |
| 398720 | 2012 XK105             | 10 de desembre de 2005 | Kitt Peak            | Spacewatch        |
| 398721 | 2012 XM106             | 18 de desembre de 2007 | Mount Lemmon         | Mt. Lemmon Survey |
| 398722 | 2012 XQ107             | 24 de setembre de 2008 | Mount Lemmon         | Mt. Lemmon Survey |
| 398723 | 2012 XT114             | 1 de febrer de 2009    | Catalina             | CSS               |
| 398724 | 2012 XX114             | 14 de març de 2007     | Mount Lemmon         | Mt. Lemmon Survey |
| 398725 | 2012 XG116             | 30 d'octubre de 2005   | Kitt Peak            | Spacewatch        |
| 398726 | 2012 XF117             | 29 de desembre de 2008 | Mount Lemmon         | Mt. Lemmon Survey |
| 398727 | 2012 XM119             | 18 de novembre de 2008 | Kitt Peak            | Spacewatch        |
| 398728 | 2012 XW119             | 18 de gener de 2005    | Kitt Peak            | Spacewatch        |
| 398729 | 2012 XL124             | 1 de maig de 2009      | Mount Lemmon         | Mt. Lemmon Survey |
| 398730 | 2012 XH130             | 21 de novembre de 2005 | Anderson Mesa        | LONEOS            |
| 398731 | 2012 XR136             | 10 de novembre de 2005 | Mount Lemmon         | Mt. Lemmon Survey |
| 398732 | 2012 XG137             | 14 de setembre de 2006 | Kitt Peak            | Spacewatch        |
| 398733 | 2012 XT138             | 22 d'octubre de 2003   | Kitt Peak            | Spacewatch        |
| 398734 | 2012 XS142             | 31 de març de 2001     | Kitt Peak            | Spacewatch        |
| 398735 | 2012 XS144             | 18 d'abril de 2009     | Mount Lemmon         | Mt. Lemmon Survey |
| 398736 | 2012 XC145             | 9 de desembre de 2001  | Socorro              | LINEAR            |
| 398737 | 2012 XR151             | 3 de setembre de 2008  | Kitt Peak            | Spacewatch        |
| 398738 | 2012 YA2               | 11 de novembre de 2007 | Mount Lemmon         | Mt. Lemmon Survey |
| 398739 | 2012 YM4               | 4 de febrer de 2009    | Mount Lemmon         | Mt. Lemmon Survey |
| 398740 | 2012 YN8               | 17 d'octubre de 2010   | Mount Lemmon         | Mt. Lemmon Survey |
| 398741 | 2013 AD6               | 13 de març de 2007     | Catalina             | CSS               |
| 398742 | 2013 AN8               | 12 de desembre de 1999 | Kitt Peak            | Spacewatch        |
| 398743 | 2013 AC11              | 21 de desembre de 2008 | Catalina             | CSS               |
| 398744 | 2013 AA12              | 22 d'abril de 2004     | Kitt Peak            | Spacewatch        |
| 398745 | 2013 AX20              | 29 de desembre de 2008 | Mount Lemmon         | Mt. Lemmon Survey |
| 398746 | 2013 AE24              | 27 de desembre de 2005 | Kitt Peak            | Spacewatch        |
| 398747 | 2013 AO24              | 22 de juny de 2010     | WISE                 | WISE              |
| 398748 | 2013 AW24              | 13 de març de 2002     | Socorro              | LINEAR            |
| 398749 | 2013 AX29              | 14 de desembre de 2001 | Kitt Peak            | Spacewatch        |
| 398750 | 2013 AP31              | 2 de novembre de 2006  | Mount Lemmon         | Mt. Lemmon Survey |
| 398751 | 2013 AY35              | 23 de novembre de 2008 | Mount Lemmon         | Mt. Lemmon Survey |
| 398752 | 2013 AC38              | 26 de febrer de 2009   | Kitt Peak            | Spacewatch        |
| 398753 | 2013 AG39              | 28 de setembre de 2009 | Mount Lemmon         | Mt. Lemmon Survey |
| 398754 | 2013 AH39              | 5 de gener de 2013     | Kitt Peak            | Spacewatch        |
| 398755 | 2013 AT39              | 3 de novembre de 2007  | Kitt Peak            | Spacewatch        |
| 398756 | 2013 AX39              | 3 de març de 2009      | Catalina             | CSS               |
| 398757 | 2013 AW40              | 7 d'octubre de 2008    | Mount Lemmon         | Mt. Lemmon Survey |
| 398758 | 2013 AW41              | 9 de maig de 2005      | Mount Lemmon         | Mt. Lemmon Survey |
| 398759 | 2013 AG42              | 31 de gener de 2009    | Mount Lemmon         | Mt. Lemmon Survey |
| 398760 | 2013 AC43              | 12 de setembre de 2007 | Kitt Peak            | Spacewatch        |
| 398761 | 2013 AC55              | 23 d'octubre de 2011   | Mount Lemmon         | Mt. Lemmon Survey |
| 398762 | 2013 AB58              | 29 de setembre de 2011 | Mount Lemmon         | Mt. Lemmon Survey |
| 398763 | 2013 AE71              | 23 de setembre de 2011 | Kitt Peak            | Spacewatch        |
| 398764 | 2013 AF73              | 2 de desembre de 2008  | Kitt Peak            | Spacewatch        |
| 398765 | 2013 AZ73              | 10 d'abril de 2005     | Mount Lemmon         | Mt. Lemmon Survey |
| 398766 | 2013 AS74              | 14 de febrer de 2009   | Catalina             | CSS               |
| 398767 | 2013 AO80              | 21 d'abril de 2009     | Mount Lemmon         | Mt. Lemmon Survey |
| 398768 | 2013 AT80              | 21 de desembre de 2008 | Catalina             | CSS               |
| 398769 | 2013 AN83              | 1 d'octubre de 2008    | Kitt Peak            | Spacewatch        |
| 398770 | 2013 AC88              | 17 de desembre de 2003 | Socorro              | LINEAR            |
| 398771 | 2013 AO88              | 24 de febrer de 2009   | Catalina             | CSS               |
| 398772 | 2013 AR92              | 22 de novembre de 2006 | Mount Lemmon         | Mt. Lemmon Survey |
| 398773 | 2013 AU95              | 24 de març de 2009     | Mount Lemmon         | Mt. Lemmon Survey |
| 398774 | 2013 AD96              | 11 d'abril de 2010     | Mount Lemmon         | Mt. Lemmon Survey |
| 398775 | 2013 AR96              | 10 de setembre de 2007 | Kitt Peak            | Spacewatch        |
| 398776 | 2013 AZ101             | 20 de gener de 2008    | Mount Lemmon         | Mt. Lemmon Survey |
| 398777 | 2013 AX104             | 25 de maig de 2003     | Kitt Peak            | Spacewatch        |
| 398778 | 2013 AY108             | 17 de novembre de 2007 | Kitt Peak            | Spacewatch        |
| 398779 | 2013 AN111             | 25 de gener de 2009    | Kitt Peak            | Spacewatch        |
| 398780 | 2013 AO111             | 18 de març de 2009     | Catalina             | CSS               |
| 398781 | 2013 AR117             | 13 d'abril de 2010     | WISE                 | WISE              |
| 398782 | 2013 AX117             | 20 de novembre de 2008 | Kitt Peak            | Spacewatch        |
| 398783 | 2013 AG118             | 31 de març de 2009     | Mount Lemmon         | Mt. Lemmon Survey |
| 398784 | 2013 AF122             | 1 d'octubre de 2008    | Mount Lemmon         | Mt. Lemmon Survey |
| 398785 | 2013 AH122             | 4 de febrer de 2006    | Mount Lemmon         | Mt. Lemmon Survey |
| 398786 | 2013 AB124             | 22 d'octubre de 2011   | Mount Lemmon         | Mt. Lemmon Survey |
| 398787 | 2013 AJ125             | 22 de desembre de 2003 | Kitt Peak            | Spacewatch        |
| 398788 | 2013 AU126             | 17 de març de 2005     | Mount Lemmon         | Mt. Lemmon Survey |
| 398789 | 2013 AX126             | 26 de setembre de 2005 | Catalina             | CSS               |
| 398790 | 2013 AG127             | 29 de desembre de 2003 | Kitt Peak            | Spacewatch        |
| 398791 | 2013 AR133             | 15 de setembre de 2009 | Kitt Peak            | Spacewatch        |
| 398792 | 2013 AL134             | 27 de desembre de 2006 | Mount Lemmon         | Mt. Lemmon Survey |
| 398793 | 2013 AQ138             | 4 d'abril de 2003      | Kitt Peak            | Spacewatch        |
| 398794 | 2013 AO141             | 26 de setembre de 2005 | Kitt Peak            | Spacewatch        |
| 398795 | 2013 AV142             | 26 d'abril de 2010     | Mount Lemmon         | Mt. Lemmon Survey |
| 398796 | 2013 AR144             | 30 d'octubre de 2007   | Kitt Peak            | Spacewatch        |
| 398797 | 2013 AT149             | 12 de febrer de 2008   | Mount Lemmon         | Mt. Lemmon Survey |
| 398798 | 2013 AQ167             | 23 de setembre de 2011 | Kitt Peak            | Spacewatch        |
| 398799 | 2013 AN173             | 22 d'octubre de 2011   | Kitt Peak            | Spacewatch        |
| 398800 | 2013 BZ                | 19 d'octubre de 2010   | Mount Lemmon         | Mt. Lemmon Survey |

## 398801-398900
| Nom    | Designació provisional | Data de descobriment   | Lloc de descobriment | Descobridor/s     |
| ------ | ---------------------- | ---------------------- | -------------------- | ----------------- |
| 398801 | 2013 BP11              | 15 de gener de 2010    | WISE                 | WISE              |
| 398802 | 2013 BK20              | 15 de setembre de 2006 | Kitt Peak            | Spacewatch        |
| 398803 | 2013 BB22              | 11 de novembre de 2006 | Mount Lemmon         | Mt. Lemmon Survey |
| 398804 | 2013 BB29              | 28 d'octubre de 1994   | Kitt Peak            | Spacewatch        |
| 398805 | 2013 BN31              | 18 d'octubre de 2007   | Kitt Peak            | Spacewatch        |
| 398806 | 2013 BO37              | 24 d'abril de 2006     | Kitt Peak            | Spacewatch        |
| 398807 | 2013 BR37              | 22 de desembre de 2008 | Mount Lemmon         | Mt. Lemmon Survey |
| 398808 | 2013 BT37              | 30 de gener de 2008    | Mount Lemmon         | Mt. Lemmon Survey |
| 398809 | 2013 BC38              | 10 d'octubre de 2007   | Mount Lemmon         | Mt. Lemmon Survey |
| 398810 | 2013 BQ39              | 27 d'agost de 2005     | Anderson Mesa        | LONEOS            |
| 398811 | 2013 BS39              | 8 de maig de 2005      | Kitt Peak            | Spacewatch        |
| 398812 | 2013 BD40              | 9 de març de 2008      | Mount Lemmon         | Mt. Lemmon Survey |
| 398813 | 2013 BJ40              | 26 de gener de 2006    | Kitt Peak            | Spacewatch        |
| 398814 | 2013 BN43              | 22 de juny de 2004     | Kitt Peak            | Spacewatch        |
| 398815 | 2013 BZ43              | 8 de novembre de 2008  | Mount Lemmon         | Mt. Lemmon Survey |
| 398816 | 2013 BZ53              | 8 d'octubre de 2007    | Mount Lemmon         | Mt. Lemmon Survey |
| 398817 | 2013 BN55              | 17 de maig de 2009     | Kitt Peak            | Spacewatch        |
| 398818 | 2013 BX56              | 28 de gener de 2004    | Kitt Peak            | Spacewatch        |
| 398819 | 2013 BC61              | 27 de gener de 2004    | Kitt Peak            | Spacewatch        |
| 398820 | 2013 BY63              | 8 de febrer de 2007    | Mount Lemmon         | Mt. Lemmon Survey |
| 398821 | 2013 BZ63              | 3 de desembre de 2008  | Kitt Peak            | Spacewatch        |
| 398822 | 2013 BV65              | 18 de juliol de 2007   | Mount Lemmon         | Mt. Lemmon Survey |
| 398823 | 2013 BX65              | 1 de març de 2008      | Kitt Peak            | Spacewatch        |
| 398824 | 2013 BY65              | 21 de setembre de 2000 | Anderson Mesa        | LONEOS            |
| 398825 | 2013 BE69              | 29 de maig de 2009     | Kitt Peak            | Spacewatch        |
| 398826 | 2013 BG74              | 20 de novembre de 2007 | Mount Lemmon         | Mt. Lemmon Survey |
| 398827 | 2013 BQ78              | 31 de gener de 2009    | Mount Lemmon         | Mt. Lemmon Survey |
| 398828 | 2013 BV80              | 3 de febrer de 2008    | Catalina             | CSS               |
| 398829 | 2013 CJ3               | 29 de febrer de 2008   | Kitt Peak            | Spacewatch        |
| 398830 | 2013 CQ3               | 28 de setembre de 2006 | Mount Lemmon         | Mt. Lemmon Survey |
| 398831 | 2013 CN4               | 28 de maig de 2000     | Socorro              | LINEAR            |
| 398832 | 2013 CS4               | 19 de setembre de 2006 | Kitt Peak            | Spacewatch        |
| 398833 | 2013 CH10              | 16 de març de 2004     | Kitt Peak            | Spacewatch        |
| 398834 | 2013 CP10              | 15 de novembre de 1998 | Kitt Peak            | Spacewatch        |
| 398835 | 2013 CZ13              | 6 de novembre de 1996  | Kitt Peak            | Spacewatch        |
| 398836 | 2013 CV14              | 2 de febrer de 2008    | Kitt Peak            | Spacewatch        |
| 398837 | 2013 CE17              | 19 d'octubre de 2011   | Mount Lemmon         | Mt. Lemmon Survey |
| 398838 | 2013 CP17              | 2 d'abril de 2006      | Kitt Peak            | Spacewatch        |
| 398839 | 2013 CV22              | 10 de gener de 2008    | Mount Lemmon         | Mt. Lemmon Survey |
| 398840 | 2013 CP30              | 25 d'abril de 2006     | Kitt Peak            | Spacewatch        |
| 398841 | 2013 CL31              | 27 de novembre de 2011 | Kitt Peak            | Spacewatch        |
| 398842 | 2013 CT33              | 23 de setembre de 2005 | Kitt Peak            | Spacewatch        |
| 398843 | 2013 CD34              | 2 de gener de 2003     | Socorro              | LINEAR            |
| 398844 | 2013 CY36              | 15 d'abril de 2008     | Kitt Peak            | Spacewatch        |
| 398845 | 2013 CY39              | 19 de desembre de 2003 | Kitt Peak            | Spacewatch        |
| 398846 | 2013 CA40              | 30 d'octubre de 2005   | Catalina             | CSS               |
| 398847 | 2013 CD42              | 1 de maig de 2009      | Mount Lemmon         | Mt. Lemmon Survey |
| 398848 | 2013 CV42              | 24 de setembre de 2005 | Kitt Peak            | Spacewatch        |
| 398849 | 2013 CM44              | 30 de març de 2008     | Kitt Peak            | Spacewatch        |
| 398850 | 2013 CE45              | 29 de febrer de 2004   | Kitt Peak            | Spacewatch        |
| 398851 | 2013 CQ46              | 24 de desembre de 2006 | Kitt Peak            | Spacewatch        |
| 398852 | 2013 CH47              | 18 d'octubre de 2011   | Kitt Peak            | Spacewatch        |
| 398853 | 2013 CC49              | 4 de març de 2008      | Mount Lemmon         | Mt. Lemmon Survey |
| 398854 | 2013 CA50              | 13 de desembre de 2006 | Mount Lemmon         | Mt. Lemmon Survey |
| 398855 | 2013 CL50              | 27 de febrer de 2006   | Kitt Peak            | Spacewatch        |
| 398856 | 2013 CT50              | 12 d'octubre de 2007   | Mount Lemmon         | Mt. Lemmon Survey |
| 398857 | 2013 CV50              | 21 d'octubre de 2006   | Mount Lemmon         | Mt. Lemmon Survey |
| 398858 | 2013 CL51              | 15 de setembre de 2006 | Kitt Peak            | Spacewatch        |
| 398859 | 2013 CY51              | 5 de desembre de 1996  | Kitt Peak            | Spacewatch        |
| 398860 | 2013 CF52              | 17 de febrer de 2004   | Socorro              | LINEAR            |
| 398861 | 2013 CQ52              | 2 de desembre de 2008  | Mount Lemmon         | Mt. Lemmon Survey |
| 398862 | 2013 CY53              | 22 de juny de 2009     | Kitt Peak            | Spacewatch        |
| 398863 | 2013 CB55              | 8 d'abril de 2008      | Kitt Peak            | Spacewatch        |
| 398864 | 2013 CN56              | 20 de setembre de 2003 | Kitt Peak            | Spacewatch        |
| 398865 | 2013 CA58              | 30 d'octubre de 2005   | Kitt Peak            | Spacewatch        |
| 398866 | 2013 CR58              | 26 d'octubre de 2005   | Kitt Peak            | Spacewatch        |
| 398867 | 2013 CV58              | 13 d'agost de 2010     | Kitt Peak            | Spacewatch        |
| 398868 | 2013 CW58              | 17 de setembre de 2006 | Kitt Peak            | Spacewatch        |
| 398869 | 2013 CB60              | 30 de gener de 2008    | Mount Lemmon         | Mt. Lemmon Survey |
| 398870 | 2013 CZ60              | 23 d'octubre de 2011   | Mount Lemmon         | Mt. Lemmon Survey |
| 398871 | 2013 CK62              | 30 de gener de 2004    | Kitt Peak            | Spacewatch        |
| 398872 | 2013 CN62              | 1 de novembre de 2011  | Mount Lemmon         | Mt. Lemmon Survey |
| 398873 | 2013 CQ63              | 16 de setembre de 2010 | Mount Lemmon         | Mt. Lemmon Survey |
| 398874 | 2013 CX65              | 17 de febrer de 2004   | Kitt Peak            | Spacewatch        |
| 398875 | 2013 CP66              | 12 de maig de 1999     | Socorro              | LINEAR            |
| 398876 | 2013 CY67              | 21 d'agost de 2006     | Kitt Peak            | Spacewatch        |
| 398877 | 2013 CV68              | 10 de març de 2005     | Mount Lemmon         | Mt. Lemmon Survey |
| 398878 | 2013 CH72              | 4 de novembre de 2004  | Catalina             | CSS               |
| 398879 | 2013 CR75              | 20 d'octubre de 2011   | Kitt Peak            | Spacewatch        |
| 398880 | 2013 CW76              | 16 de gener de 2004    | Kitt Peak            | Spacewatch        |
| 398881 | 2013 CT81              | 29 de setembre de 2011 | Kitt Peak            | Spacewatch        |
| 398882 | 2013 CU81              | 31 d'agost de 2005     | Kitt Peak            | Spacewatch        |
| 398883 | 2013 CQ84              | 10 de febrer de 2007   | Mount Lemmon         | Mt. Lemmon Survey |
| 398884 | 2013 CJ85              | 22 de novembre de 1995 | Kitt Peak            | Spacewatch        |
| 398885 | 2013 CV86              | 8 de març de 2008      | Kitt Peak            | Spacewatch        |
| 398886 | 2013 CA91              | 3 de març de 2008      | Mount Lemmon         | Mt. Lemmon Survey |
| 398887 | 2013 CP91              | 20 d'octubre de 2011   | Mount Lemmon         | Mt. Lemmon Survey |
| 398888 | 2013 CD94              | 28 de desembre de 2003 | Kitt Peak            | Spacewatch        |
| 398889 | 2013 CW95              | 6 de novembre de 2007  | Kitt Peak            | Spacewatch        |
| 398890 | 2013 CU99              | 11 de gener de 2008    | Kitt Peak            | Spacewatch        |
| 398891 | 2013 CR102             | 13 de febrer de 2004   | Kitt Peak            | Spacewatch        |
| 398892 | 2013 CV103             | 22 d'octubre de 2005   | Kitt Peak            | Spacewatch        |
| 398893 | 2013 CT110             | 10 de gener de 2007    | Mount Lemmon         | Mt. Lemmon Survey |
| 398894 | 2013 CO116             | 24 de desembre de 2006 | Mount Lemmon         | Mt. Lemmon Survey |
| 398895 | 2013 CQ116             | 8 de febrer de 2007    | Mount Lemmon         | Mt. Lemmon Survey |
| 398896 | 2013 CG117             | 13 de desembre de 2006 | Mount Lemmon         | Mt. Lemmon Survey |
| 398897 | 2013 CL121             | 24 de novembre de 2006 | Kitt Peak            | Spacewatch        |
| 398898 | 2013 CO121             | 8 de gener de 1999     | Kitt Peak            | Spacewatch        |
| 398899 | 2013 CA124             | 15 d'octubre de 2007   | Anderson Mesa        | LONEOS            |
| 398900 | 2013 CN124             | 4 d'octubre de 1999    | Kitt Peak            | Spacewatch        |

## 398901-399000
| Nom    | Designació provisional | Data de descobriment   | Lloc de descobriment | Descobridor/s        |
| ------ | ---------------------- | ---------------------- | -------------------- | -------------------- |
| 398901 | 2013 CL127             | 14 de setembre de 2005 | Catalina             | CSS                  |
| 398902 | 2013 CM130             | 27 de gener de 2007    | Mount Lemmon         | Mt. Lemmon Survey    |
| 398903 | 2013 CJ131             | 28 de febrer de 2008   | Mount Lemmon         | Mt. Lemmon Survey    |
| 398904 | 2013 CN132             | 3 d'agost de 2004      | Siding Spring        | Siding Spring Survey |
| 398905 | 2013 CZ134             | 17 de febrer de 2007   | Mount Lemmon         | Mt. Lemmon Survey    |
| 398906 | 2013 CL137             | 21 de desembre de 2005 | Kitt Peak            | Spacewatch           |
| 398907 | 2013 CE138             | 4 de setembre de 2007  | Mount Lemmon         | Mt. Lemmon Survey    |
| 398908 | 2013 CK143             | 18 d'agost de 2006     | Kitt Peak            | Spacewatch           |
| 398909 | 2013 CB144             | 2 de febrer de 2008    | Mount Lemmon         | Mt. Lemmon Survey    |
| 398910 | 2013 CO145             | 6 de març de 2008      | Mount Lemmon         | Mt. Lemmon Survey    |
| 398911 | 2013 CW148             | 24 de gener de 2007    | Mount Lemmon         | Mt. Lemmon Survey    |
| 398912 | 2013 CN150             | 11 de juny de 2010     | WISE                 | WISE                 |
| 398913 | 2013 CY155             | 1 de febrer de 1995    | Kitt Peak            | Spacewatch           |
| 398914 | 2013 CK156             | 17 de febrer de 2007   | Mount Lemmon         | Mt. Lemmon Survey    |
| 398915 | 2013 CX156             | 19 de desembre de 2007 | Kitt Peak            | Spacewatch           |
| 398916 | 2013 CY156             | 2 de febrer de 2008    | Mount Lemmon         | Mt. Lemmon Survey    |
| 398917 | 2013 CZ156             | 12 de febrer de 2008   | Mount Lemmon         | Mt. Lemmon Survey    |
| 398918 | 2013 CD157             | 1 de juny de 2009      | Mount Lemmon         | Mt. Lemmon Survey    |
| 398919 | 2013 CW165             | 27 de desembre de 2006 | Mount Lemmon         | Mt. Lemmon Survey    |
| 398920 | 2013 CP168             | 27 d'octubre de 2005   | Mount Lemmon         | Mt. Lemmon Survey    |
| 398921 | 2013 CL171             | 27 d'agost de 2006     | Kitt Peak            | Spacewatch           |
| 398922 | 2013 CO173             | 18 d'abril de 2009     | Mount Lemmon         | Mt. Lemmon Survey    |
| 398923 | 2013 CY174             | 6 de febrer de 2007    | Mount Lemmon         | Mt. Lemmon Survey    |
| 398924 | 2013 CB175             | 12 de febrer de 2004   | Kitt Peak            | Spacewatch           |
| 398925 | 2013 CP176             | 15 d'abril de 2009     | Siding Spring        | Siding Spring Survey |
| 398926 | 2013 CY177             | 19 de febrer de 2009   | Mount Lemmon         | Mt. Lemmon Survey    |
| 398927 | 2013 CQ178             | 25 de gener de 2007    | Catalina             | CSS                  |
| 398928 | 2013 CE179             | 2 de febrer de 2008    | Kitt Peak            | Spacewatch           |
| 398929 | 2013 CT181             | 31 de març de 2008     | Kitt Peak            | Spacewatch           |
| 398930 | 2013 CS185             | 9 d'octubre de 2004    | Kitt Peak            | Spacewatch           |
| 398931 | 2013 CP188             | 10 de març de 2000     | Socorro              | LINEAR               |
| 398932 | 2013 CH189             | 24 de setembre de 2005 | Anderson Mesa        | LONEOS               |
| 398933 | 2013 CE190             | 2 de març de 2008      | Kitt Peak            | Spacewatch           |
| 398934 | 2013 CT190             | 30 de desembre de 2007 | Kitt Peak            | Spacewatch           |
| 398935 | 2013 CJ192             | 11 de desembre de 2006 | Kitt Peak            | Spacewatch           |
| 398936 | 2013 CL193             | 19 de novembre de 2006 | Kitt Peak            | Spacewatch           |
| 398937 | 2013 CP193             | 12 d'agost de 2010     | Kitt Peak            | Spacewatch           |
| 398938 | 2013 CQ194             | 9 de novembre de 2007  | Kitt Peak            | Spacewatch           |
| 398939 | 2013 CA197             | 24 de novembre de 2008 | Mount Lemmon         | Mt. Lemmon Survey    |
| 398940 | 2013 CM197             | 26 de març de 2006     | Kitt Peak            | Spacewatch           |
| 398941 | 2013 CU197             | 24 de febrer de 2008   | Kitt Peak            | Spacewatch           |
| 398942 | 2013 CQ200             | 18 de novembre de 1998 | Kitt Peak            | Spacewatch           |
| 398943 | 2013 CD201             | 18 de setembre de 2006 | Kitt Peak            | Spacewatch           |
| 398944 | 2013 CE206             | 8 de novembre de 2007  | Mount Lemmon         | Mt. Lemmon Survey    |
| 398945 | 2013 CY211             | 19 de març de 2010     | Kitt Peak            | Spacewatch           |
| 398946 | 2013 CS213             | 10 de gener de 2008    | Kitt Peak            | Spacewatch           |
| 398947 | 2013 DS2               | 15 de setembre de 2006 | Kitt Peak            | Spacewatch           |
| 398948 | 2013 DK5               | 10 de gener de 2007    | Kitt Peak            | Spacewatch           |
| 398949 | 2013 DZ5               | 28 de gener de 2007    | Mount Lemmon         | Mt. Lemmon Survey    |
| 398950 | 2013 DJ6               | 28 de gener de 2007    | Mount Lemmon         | Mt. Lemmon Survey    |
| 398951 | 2013 DK7               | 10 de gener de 2007    | Mount Lemmon         | Mt. Lemmon Survey    |
| 398952 | 2013 DT10              | 10 de gener de 2008    | Kitt Peak            | Spacewatch           |
| 398953 | 2013 DJ13              | 31 d'octubre de 2008   | Mount Lemmon         | Mt. Lemmon Survey    |
| 398954 | 2013 DL13              | 19 de març de 2005     | Siding Spring        | Siding Spring Survey |
| 398955 | 2013 DW15              | 12 de febrer de 2008   | Mount Lemmon         | Mt. Lemmon Survey    |
| 398956 | 2013 ET1               | 13 de gener de 1999    | Kitt Peak            | Spacewatch           |
| 398957 | 2013 EW2               | 15 de març de 2004     | Kitt Peak            | Spacewatch           |
| 398958 | 2013 EL3               | 30 de setembre de 1997 | Kitt Peak            | Spacewatch           |
| 398959 | 2013 EX6               | 2 de març de 2008      | Kitt Peak            | Spacewatch           |
| 398960 | 2013 EQ7               | 30 de març de 2008     | Kitt Peak            | Spacewatch           |
| 398961 | 2013 EM10              | 5 de desembre de 2010  | Mount Lemmon         | Mt. Lemmon Survey    |
| 398962 | 2013 EP12              | 19 de setembre de 2006 | Kitt Peak            | Spacewatch           |
| 398963 | 2013 EF13              | 29 d'agost de 2005     | Kitt Peak            | Spacewatch           |
| 398964 | 2013 EX13              | 5 de juliol de 2005    | Mount Lemmon         | Mt. Lemmon Survey    |
| 398965 | 2013 ED14              | 28 de febrer de 2008   | Mount Lemmon         | Mt. Lemmon Survey    |
| 398966 | 2013 ES14              | 1 d'abril de 2008      | Mount Lemmon         | Mt. Lemmon Survey    |
| 398967 | 2013 EJ21              | 7 d'octubre de 2005    | Kitt Peak            | Spacewatch           |
| 398968 | 2013 EU29              | 29 d'agost de 2006     | Catalina             | CSS                  |
| 398969 | 2013 EE34              | 27 de febrer de 2009   | Mount Lemmon         | Mt. Lemmon Survey    |
| 398970 | 2013 EY35              | 28 de gener de 2006    | Mount Lemmon         | Mt. Lemmon Survey    |
| 398971 | 2013 EE42              | 9 d'octubre de 2004    | Kitt Peak            | Spacewatch           |
| 398972 | 2013 EF49              | 9 de març de 2005      | Mount Lemmon         | Mt. Lemmon Survey    |
| 398973 | 2013 EJ50              | 7 de febrer de 2006    | Kitt Peak            | Spacewatch           |
| 398974 | 2013 EM50              | 13 de setembre de 2005 | Kitt Peak            | Spacewatch           |
| 398975 | 2013 EE54              | 7 d'octubre de 2004    | Kitt Peak            | Spacewatch           |
| 398976 | 2013 EY57              | 10 de març de 2003     | Kitt Peak            | Spacewatch           |
| 398977 | 2013 EC60              | 3 d'abril de 2008      | Kitt Peak            | Spacewatch           |
| 398978 | 2013 EE66              | 18 de novembre de 2011 | Mount Lemmon         | Mt. Lemmon Survey    |
| 398979 | 2013 EF66              | 12 de setembre de 2010 | Mount Lemmon         | Mt. Lemmon Survey    |
| 398980 | 2013 EM72              | 19 de novembre de 2003 | Anderson Mesa        | LONEOS               |
| 398981 | 2013 EH79              | 22 de febrer de 2007   | Kitt Peak            | Spacewatch           |
| 398982 | 2013 EC80              | 9 de febrer de 2005    | Kitt Peak            | Spacewatch           |
| 398983 | 2013 EU81              | 13 d'agost de 2010     | Kitt Peak            | Spacewatch           |
| 398984 | 2013 EA82              | 25 de juny de 2010     | WISE                 | WISE                 |
| 398985 | 2013 EK88              | 24 d'agost de 2007     | Kitt Peak            | Spacewatch           |
| 398986 | 2013 EB90              | 17 de novembre de 2011 | Kitt Peak            | Spacewatch           |
| 398987 | 2013 ES92              | 5 de novembre de 2007  | Mount Lemmon         | Mt. Lemmon Survey    |
| 398988 | 2013 EF99              | 28 de març de 2008     | Kitt Peak            | Spacewatch           |
| 398989 | 2013 EA101             | 7 de febrer de 2002    | Socorro              | LINEAR               |
| 398990 | 2013 EL107             | 4 d'octubre de 2000    | Kitt Peak            | Spacewatch           |
| 398991 | 2013 ET109             | 21 de novembre de 2006 | Mount Lemmon         | Mt. Lemmon Survey    |
| 398992 | 2013 EJ111             | 27 d'abril de 2008     | Kitt Peak            | Spacewatch           |
| 398993 | 2013 EB112             | 24 de setembre de 2005 | Kitt Peak            | Spacewatch           |
| 398994 | 2013 EM112             | 10 de gener de 2007    | Kitt Peak            | Spacewatch           |
| 398995 | 2013 EN120             | 2 de febrer de 2008    | Mount Lemmon         | Mt. Lemmon Survey    |
| 398996 | 2013 EM121             | 29 d'octubre de 2010   | Mount Lemmon         | Mt. Lemmon Survey    |
| 398997 | 2013 EQ128             | 25 de maig de 2010     | WISE                 | WISE                 |
| 398998 | 2013 EB147             | 12 d'octubre de 1999   | Kitt Peak            | Spacewatch           |
| 398999 | 2013 FS1               | 11 de desembre de 2006 | Kitt Peak            | Spacewatch           |
| 399000 | 2013 FV14              | 7 de maig de 2008      | Mount Lemmon         | Mt. Lemmon Survey    |